# Blade Runner 2049
Blade Runner 2049 es una película neo-noir y de ciencia ficción estadounidense dirigida por Denis Villeneuve, estrenada en 2017 y escrita por Hampton Fancher y Michael Green. Ridley Scott ejerció como productor ejecutivo y el reparto cuenta con Ryan Gosling, Harrison Ford, Ana de Armas, Sylvia Hoeks, Robin Wright, Jared Leto, Dave Bautista, Carla Juri, Mackenzie Davis, Barkhad Abdi, David Dastmalchian, Hiam Abbass y Lennie James. Es la continuación de Blade Runner (1982) y la segunda película de la franquicia homónima, que a su vez se basó parcialmente en la novela ¿Sueñan los androides con ovejas eléctricas? de Philip K. Dick.
Ubicada treinta años después de la película original, la historia describe a un blade runner replicante llamado K descubriendo los restos de una mujer replicante que en algún momento del pasado estuvo embarazada, lo cual es aparentemente imposible. Para evitar una posible guerra entre humanos y replicantes, K se encarga secretamente de encontrar al niño y destruir toda evidencia relacionada con él, llevándolo a descubrir que este está vinculado al desaparecido blade runner Rick Deckard.
Su premier fue en el Dolby Theatre de Los Ángeles el 3 de octubre de 2017, estrenándose en los Estados Unidos el día 6 del mismo mes en 2D, 3D e IMAX 3D. La película recibió la aclamación de la crítica. Su dirección, fotografía, música, diseño de producción y efectos visuales obtuvieron notables elogios, siendo considerada por algunos como una de las mejores secuelas jamás hecha.
Blade Runner 2049 recibió cinco nominaciones en los 90.º Premios Óscar, ganando el Óscar a los mejores efectos visuales y a la mejor fotografía. Recibió ocho nominaciones en la 71.ª edición de los premios BAFTA, incluida la de mejor director, y ganando la de mejor fotografía y mejores efectos visuales.

## Argumento
En 2049, un tipo de androide bioingenieril similar al ser humano y conocido como replicante se ha integrado en la sociedad, ya que la vida vinculada a la bioingeniería resultó ser necesaria para asegurar la supervivencia de la humanidad. El replicante K (Ryan Gosling), de un modelo más reciente creado para obedecer, funciona como un blade runner para el LAPD, cazando y «retirando» modelos de replicantes clandestinos más viejos. Su vida en el hogar la comparte con su pareja holográfica Joi (Ana de Armas), un producto de Wallace Corporation.
La investigación de K acerca del Movimiento de Libertad Replicante lo conduce a una granja, donde «retira» al replicante clandestino Sapper Morton (Dave Bautista) y encuentra una caja enterrada con lo que parecen ser restos óseos en su interior. El análisis forense revela que son de una replicante femenina que murió como resultado de complicaciones de una cesárea de emergencia. K encuentra esto inquietante ya que el embarazo en replicantes se pensó originalmente que era imposible.
La teniente Joshi (Robin Wright), superior de K, le ordena destruir todas las pruebas relacionadas con el caso y retirar al niño, ya que cree que el conocimiento de que los replicantes son capaces de reproducirse es peligroso y podría conducir a la guerra. K, perturbado por sus órdenes, visita la sede del fabricante de replicantes Niander Wallace (Jared Leto), un millonario excéntrico que identifica al cuerpo como el de Rachael (Sean Young), una replicante experimental a la que le fueron implantados recuerdos humanos por su creador, el Dr. Eldon Tyrell (Joe Turkel). En el proceso, averigua su relación romántica con el veterano blade runner Rick Deckard (Harrison Ford), quien desapareció treinta años antes. K visita a un antiguo oficial de policía compañero de Deckard, Gaff (Edward James Olmos), pero este no sabe dónde se encuentra. Creyendo que la reproducción en replicantes puede reforzar su producción, pero incapaz de darles esta habilidad a sí mismos, Wallace envía a su replicante ejecutora Luv (Sylvia Hoeks) para robar los restos de Rachael de la sede del LAPD y seguir a K para encontrar al hijo de Rachael. Wallace espera utilizar al niño para diseñar una reproducción replicante y expandir sus operaciones fuera del mundo.
Volviendo a la granja de Morton, K encuentra una fecha oculta tallada en el árbol que coincide con un recuerdo suyo de la infancia vinculado al ocultamiento de un caballo de juguete. K encuentra más adelante el caballo de juguete en un orfanato, sugiriendo que sus recuerdos, que él pensó que eran implantes, son verdaderos. Joi insiste en que esto es una prueba de que K es de hecho una persona real, dándole el apodo de «Joe». Mientras busca registros de nacimiento para ese año, descubre una anomalía: unos «gemelos» nacieron ese día con un ADN idéntico excepto por el cromosoma sexual; solo el niño aparece como vivo. K busca a la Dra. Ana Stelline (Carla Juri), una diseñadora de recuerdos que le informa que es ilegal programar replicantes con los verdaderos recuerdos de seres humanos, llevando a K a creer que podría ser el hijo de Rachael. Después de fallar un test de referencia postraumático, K es suspendido por Joshi, pero explica que erró la prueba porque terminó su misión de matar al niño y estaba confundido. Joshi, sabiendo que K será perseguido por desviarse de su referencia, le da 48 horas para desaparecer y alejarse de la ciudad. K transfiere a Joi a un emisor móvil de su señal de holograma a pesar de saber que si es dañado ella dejará de existir para siempre.
Inquebrantable, el agente K analiza el caballo de juguete y encuentra rastros de radiación que lo llevan a las ruinas de lo que una vez fue Las Vegas, ahora inhabitable por la contaminación y radiación, donde encuentra a Deckard oculto. Mientras tanto, Luv mata a Joshi después de amenazarla para que revelase la ubicación de K. Deckard confiesa en su encuentro con K que enseñó a los replicantes a entremezclar los registros para cubrir sus huellas, viéndose obligado a dejar a una Rachael embarazada con el Movimiento de Libertad Replicante para protegerla. Tras lograr rastrear la localización de K, Luv y sus hombres llegan para secuestrar a Deckard. En la confrontación destrozan el Spinner de Deckard y Luv destruye el emisor de Joi, dejando a K herido gravemente de muerte. K es más tarde rescatado por el Movimiento de Libertad Replicante, revelándole su líder Freysa (Hiam Abbass) que el hijo de Rachael es en realidad una niña. Esto lleva a K a darse cuenta de que Stelline es la hija, ya que es la única capaz de crear el recuerdo y de implantarlo en él. Freysa insta a K a impedir que Wallace descubra los secretos de la reproducción replicante por cualquier medio necesario, incluyendo la muerte de Deckard.
En Los Ángeles, Deckard es llevado ante Wallace, quien sugiere que los sentimientos de Rachael por él fueron diseñados por su creador Tyrell para probar la posibilidad de que una replicante se quedara embarazada. Deckard se niega a cooperar con Wallace, incluso cuando este último le muestra una recreación replicante de Rachael. Luv escolta a Deckard a uno de los puestos de Wallace en el mundo exterior con el fin de ser torturado para obtener información. K los intercepta en el aire antes de pelear y matar a Luv. Escenifica la muerte de Deckard para protegerlo tanto de Wallace como de los replicantes, y conduce a Deckard al departamento de Stelline. K anima a Deckard a conocer a su hija y le hace saber que todos sus mejores recuerdos son de ella. Deckard entra cautelosamente en el departamento y se acerca a Stelline, mientras K, gravemente herido, se recuesta sobre los escalones y sucumbe a sus heridas.

## Reparto
- Ryan Gosling como Joe, oficial K del Departamento de Policía de Los Ángeles.
- Harrison Ford como Rick Deckard.
- Ana de Armas como Joi.[15][16]
- Sylvia Hoeks como Luv.[17]
- Robin Wright como la teniente Joshi.[18]
- Mackenzie Davis como Mariette.[19][20]
- Carla Juri como la Dra. Ana Stelline.[21]
- Lennie James como Señor Cotton.[22]
- Sean Young como Rachael.[23][24][25]
- Edward James Olmos como Gaff.[26]
- Dave Bautista como Sapper Morton, un replicante Nexus-8 fugitivo.[27][28]
- Jared Leto como Niander Wallace, un fabricante de replicantes.[29][30]
- Barkhad Abdi como Doc Badger.[31][32]
- Hiam Abbass como Freysa.[33]
- Wood Harris como Nandez.
- David Dastmalchian como Coco.[33]
- Tómas Lemarquis como el archivero.
- Sallie Harmsen como replicante mujer.

## Temas
Se ha mencionado frecuentemente que, al igual que su antecesora, Blade Runner (1982), mezcla elementos del cine negro y la ciencia ficción, recuperando algunos de los mismos temas, tales como las consecuencias de la tecnología, las implicaciones de la inteligencia artificial (en esta ocasión abarcando también al holograma), la ingeniería genética, el poder de las empresas multinacionales y la publicidad, la esclavitud, la problemática medioambiental, cuestiones metafísicas como la noción de realidad y la naturaleza de los recuerdos, o la empatía y el significado de la condición humana. El simbolismo religioso también aparece en referencia a la creación o al nacimiento de los replicantes. Hay mención además a un ficticio síndrome de Gálatas, que ha sido vinculado con la Epístola a los Gálatas. El leitmotiv de Wallace Corporation es el Tema de Pedro, perteneciente a la obra Pedro y el lobo del compositor ruso Serguéi Prokófiev, lo cual se ha relacionado con la posibilidad de subvertir las reglas del mundo, o con el objetivo de Wallace de poder dominar la naturaleza. La obediencia que presentan los Nexus-9, K en especial, ha sido identificada como una metáfora de la alienación del ser humano ante la sociedad actual, y se ha enlazado con la oveja de origami que realiza Gaff.
Al igual que Blade Runner, volvió a hacer uso destacado del product placement, mostrando los logos de Atari (declarada en bancarrota en 2013), Coca-Cola, Diageo, Johnnie Walker, Pan Am (quebrada en 1991), Peugeot o Sony. La abundante presencia de la cultura japonesa de Blade Runner se reduce en Blade Runner 2049, incorporándose numerosos elementos de la antigua Unión Soviética, como arquitectura, diseño, rótulos o personajes. A este respecto, se han reseñado paralelismos temáticos y artísticos con el filme soviético Stalker (1979) de Andréi Tarkovski, cineasta al que los miembros del equipo le atribuyen gran inspiración. La novela Pálido fuego (1962), escrita por el ruso Vladimir Nabokov, es uno de los libros que K tiene en su apartamento, y varias de las líneas de la misma deben ser recitadas por él en la comisaría de policía como test de referencia postraumático. Algunos de los elementos del libro de Nabokov, como la muerte, el fuego o el cuadro Niño con caballo de Pablo Picasso, también están presentes en la película. Se han reseñado además varias conexiones temáticas con las novelas El proceso (1925) y El castillo (1927) de Franz Kafka. Igualmente, el deseo de K de ser un humano real se ha relacionado con Las aventuras de Pinocho (1883) de Carlo Collodi, Los superjuguetes duran todo el verano (1969) de Brian W. Aldiss, o el filme A.I. Inteligencia artificial (2001) de Steven Spielberg. Se suele mencionar que Blade Runner 2049 abordaría el cuestionamiento y la búsqueda de identidad del primer film pero desde la perspectiva de un replicante, aunque igualmente se considera que tanto en Blade Runner como en Blade Runner 2049, los replicantes serían fundamentalmente una alegoría del ser humano.

## Producción

### Desarrollo
La productora Alcon Entertainment, que adquirió los derechos de la cinta en marzo de 2011, anunció el 17 de mayo de 2012 que la nueva entrega del clásico de ciencia ficción sería una secuela que transcurriría varios años después de los sucesos de Blade Runner. Ridley Scott iba a dirigir el filme, que no se centraría en el personaje de Rick Deckard, y negoció con el guionista de la cinta de 1982, Hampton Fancher, para que desarrollara el argumento de la secuela.
El 9 de octubre de 2013, Harrison Ford manifestó que había mantenido las primeras conversaciones con Scott para retomar el personaje de Rick Deckard. Con antelación, el director había dejado claro que le gustaría contar con Ford, pero sin que ello significara que la secuela fuera una continuación de las aventuras de Deckard. Michael Green trabajó en el guion sobre una historia escrita por Hampton Fancher. En marzo de 2014 se informó que Scott dirigiría la secuela de Prometheus, tras lo cual realizaría la de Blade Runner. El 26 de agosto de 2014 confirmó en una entrevista para Entertainment Weekly que ya se encontraban escritas ambas películas, pero indicó que su siguiente proyecto sería The Martian, tras el cual dirigiría la continuación de Blade Runner y no la de Prometheus, invirtiendo el orden de realización. Sin embargo, el 25 de noviembre de 2014 declaró que no dirigiría la segunda parte de Blade Runner, anunciando que solo sería el productor ejecutivo y confirmando a Harrison Ford en el reparto. El 17 de abril de 2015 se informó que Ryan Gosling protagonizaría el filme junto a Ford, dirigiendo finalmente la película el canadiense Denis Villeneuve.
El 17 de noviembre de 2015, Scott realizó un adelanto del comienzo de la secuela en el AFI de Los Ángeles, confirmándose el inicio del rodaje para el verano de 2016:

«Decidimos arrancar la película con el principio que pensamos para el original. Siempre nos ha encantado la idea de un universo distópico, y comenzamos en lo que yo llamo una "granja fábrica", lo que sería un terreno llano y cultivado. Wyoming. Llano, sin colinas: puedes verlo todo a 20 millas de distancia. Nada de vallados, solo tierra arada y seca. La cámara gira y ves un árbol enorme, que está muerto pero sostenido y mantenido con vida por alambres que lo sujetan. Es un poco como en Las uvas de la ira. Junto al árbol hay una cabaña blanca tradicional, al estilo de Las uvas de la ira, con un porche. Y más allá, a una distancia de dos millas, al anochecer, está esa cosechadora enorme fertilizando el suelo. Tiene 16 faros, y es cuatro veces más grande que la cabaña. Entonces, un Spinner llega volando y levantando polvo. Mientras ladra un perro, por supuesto, un tío sale y allí está Rick Deckard. Entra en la cabaña, abre la puerta, se sienta, huele el estofado, se sienta y espera a que llegue un tío. El tío le ha visto llegar, así que aparca la cosechadora (que le saca tres pisos de altura a la casa) y baja por una escalera. Es un tío grande. Entra por la ventana y se pone al lado de Harrison. El maderamen de la casa cruje: ese tío debe pesar 160 kilos por lo menos. Y no voy a decir nada más: tendréis que ver la película».

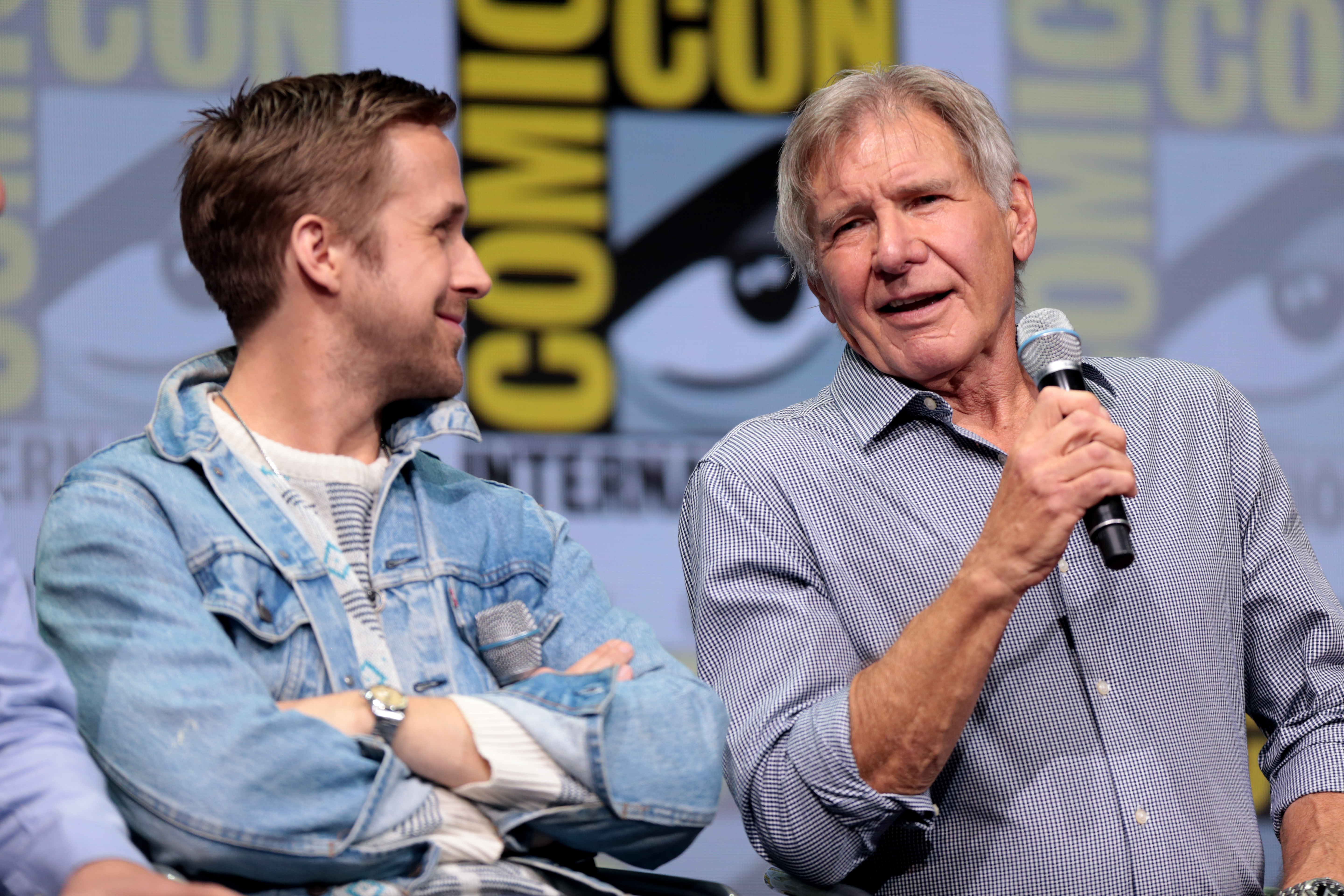
Ryan Gosling y Harrison Ford, protagonistas principales, en la Comic-Con de San Diego de 2017 para la presentación de Blade Runner 2049.

Warner Bros. Pictures, al igual que hiciera con la original, fue la encargada de los derechos de distribución tanto en Estados Unidos como en Canadá. Sin embargo, según el acuerdo con la productora Alcon Entertainment, fue Sony Pictures la encargada de los derechos de distribución internacional. Fue precisamente Sony la que anunció el inicio del rodaje en julio de 2016, momento en el que se empezó a filmar la fotografía principal a cargo de Roger Deakins.
A finales de mayo de 2016, Ryan Gosling dijo que la secuela no sería un remake sino una extensión de la original, idea que reiteraría el propio director a principios de diciembre, añadiendo que por respeto a la audiencia mantendría también el misterio referente a si Rick Deckard es o no un replicante. A su vez, en julio de 2016, tanto Entertainment Weekly como Sony Pictures mostraron en exclusiva las primeras imágenes conceptuales de la película, y Villeneuve anunció que su escenario principal sería nuevamente Los Ángeles, aunque esta vez convertida en una enorme megalópolis a lo largo de la Costa Oeste de los Estados Unidos bajo un clima enloquecido.
En julio de 2017, y tras visionarse la primera escena del tercer tráiler oficial, en la que los personajes de Dave Bautista y Ryan Gosling tenían un enfrentamiento, se confirmaron las palabras de Scott en las que adelantaba que Blade Runner 2049 se iniciaría con una secuencia que había sido ideada para la Blade Runner original. La escena fue inspirada por un storyboard del film de 1982 en el que se detallaba un inicio alternativo que nunca llegó a rodarse. Junto a ello, trascendió la línea temporal ficticia de Blade Runner entre 2018 y 2049. Durante la Comic-Con International de San Diego de 2017, la actriz Ana de Armas reveló que la realización de la película no dependió de la técnica audiovisual del croma, sino que todo era real, los sets estaban vivos, y que era muy orgánico. Y, en una entrevista con Collider, su director Denis Villeneuve confirmó que la secuela no tendría voz en off.

### Casting
El 1 de abril de 2016, Warner informó que la actriz Robin Wright se encontraba en plenas negociaciones para unirse al reparto, confirmándose a su vez la incorporación del actor Dave Bautista. Posteriormente, Alcon confirmó en un comunicado que la actriz cubana Ana de Armas intervendría en la secuela de Blade Runner, añadiéndose como protagonistas femeninas la actriz y modelo holandesa Sylvia Hoeks, la actriz suiza Carla Juri y la actriz canadiense Mackenzie Davis.
El 29 de junio se anunció que el actor somalí Barkhad Abdi se unía al reparto. A mediados de julio, y de acuerdo con un comunicado de prensa, la producción integró además al actor David Dastmalchian y a la actriz Hiam Abbass para interpretar papeles no revelados y que se presuponen secundarios debido a que en ese momento estaban realizando la fotografía principal. A finales de julio, el actor Lennie James se sumó al reparto y, según anunció The Wrap el 19 de agosto, Jared Leto también estaría en la secuela.
El 14 de marzo de 2017, Edward James Olmos confirmó que aparecería en una secuencia de la película interpretando a Gaff. El 25 de julio de 2017, Denis Villeneuve reveló que el equipo originalmente había querido que David Bowie asumiera el papel de Niander Wallace, pero que tras su fallecimiento decidieron otorgar el rol a Leto.

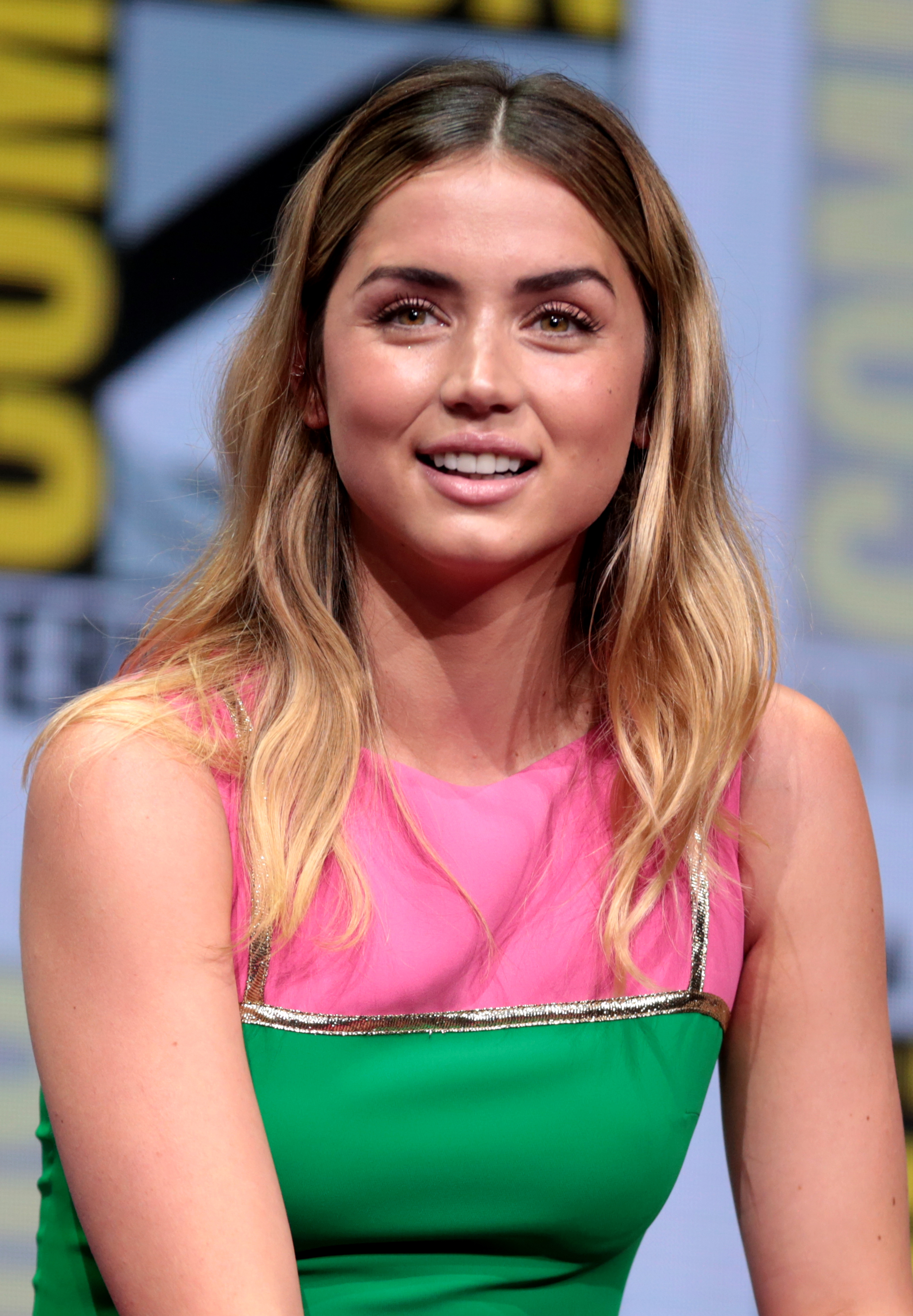
Ana de Armas, como Joi.
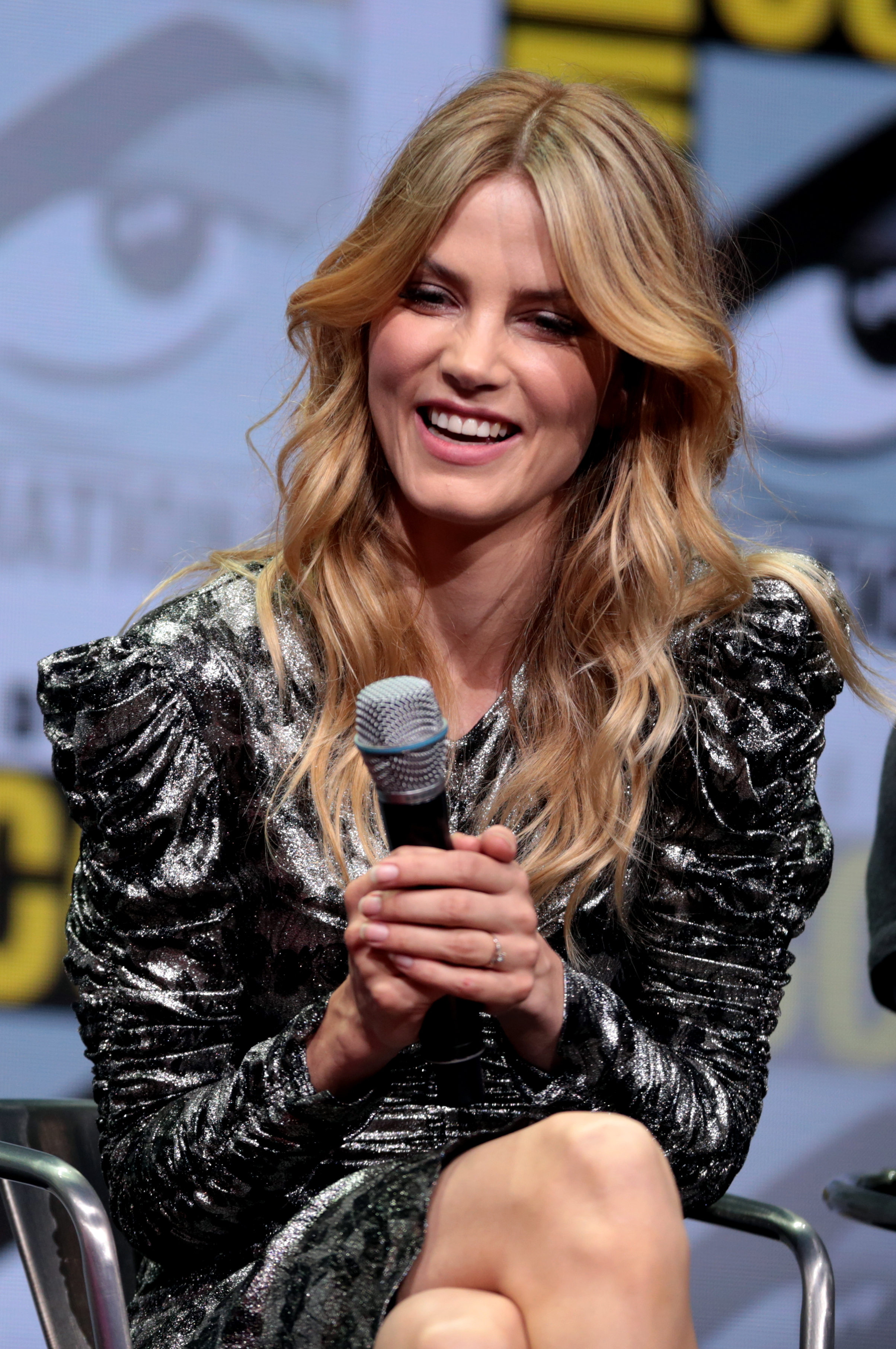
Sylvia Hoeks, como Luv.
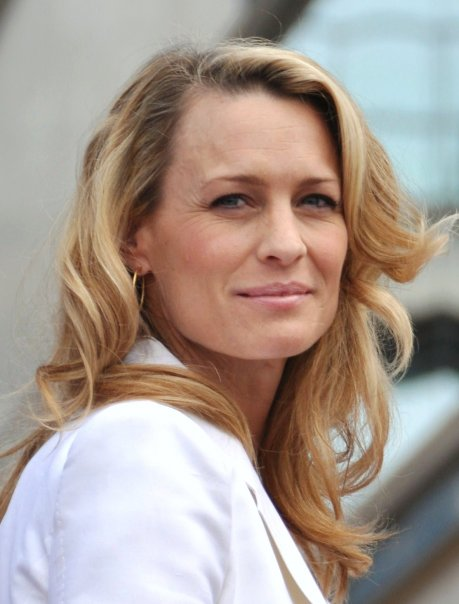
Robin Wright, como la teniente Joshi.
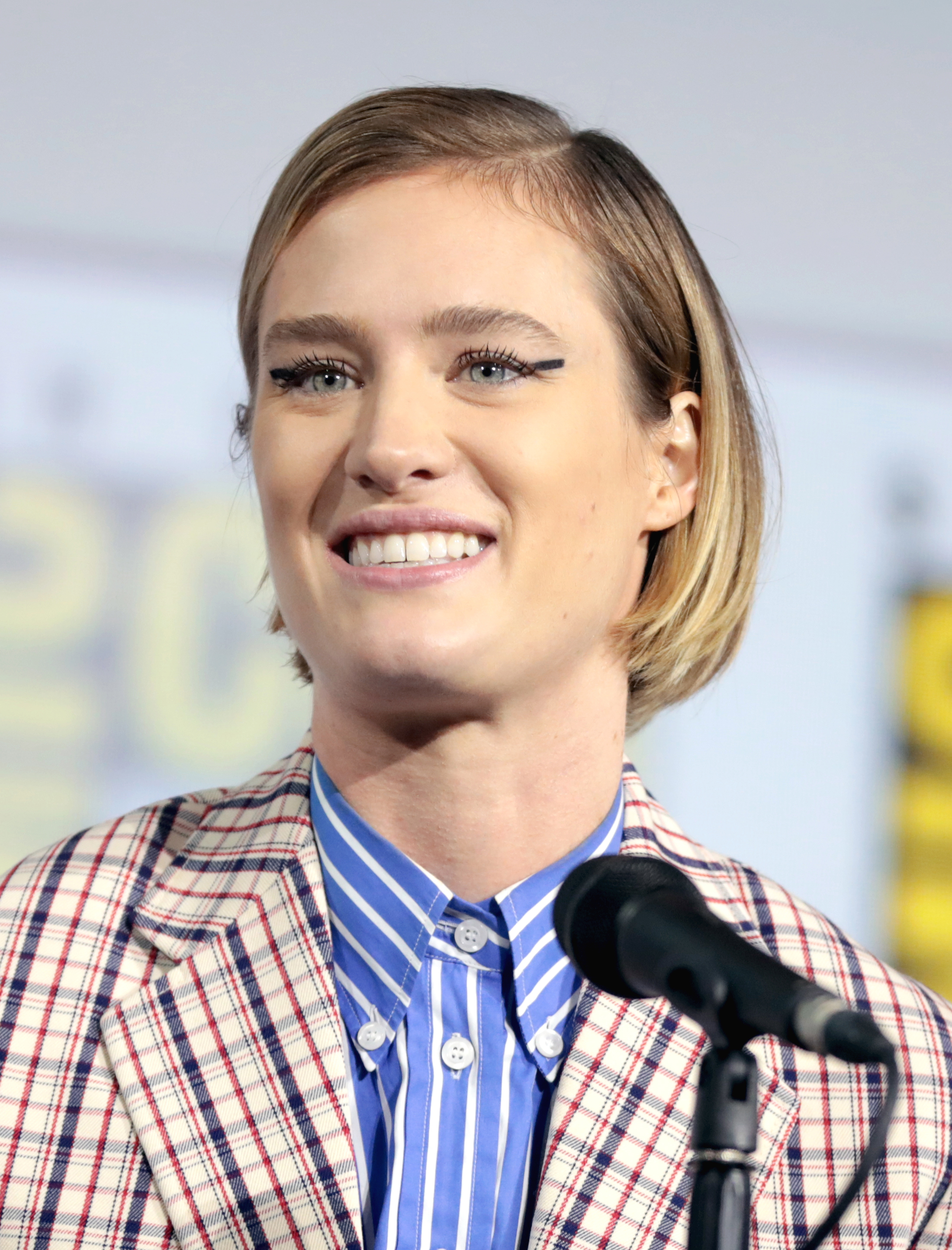
Mackenzie Davis, como Mariette.
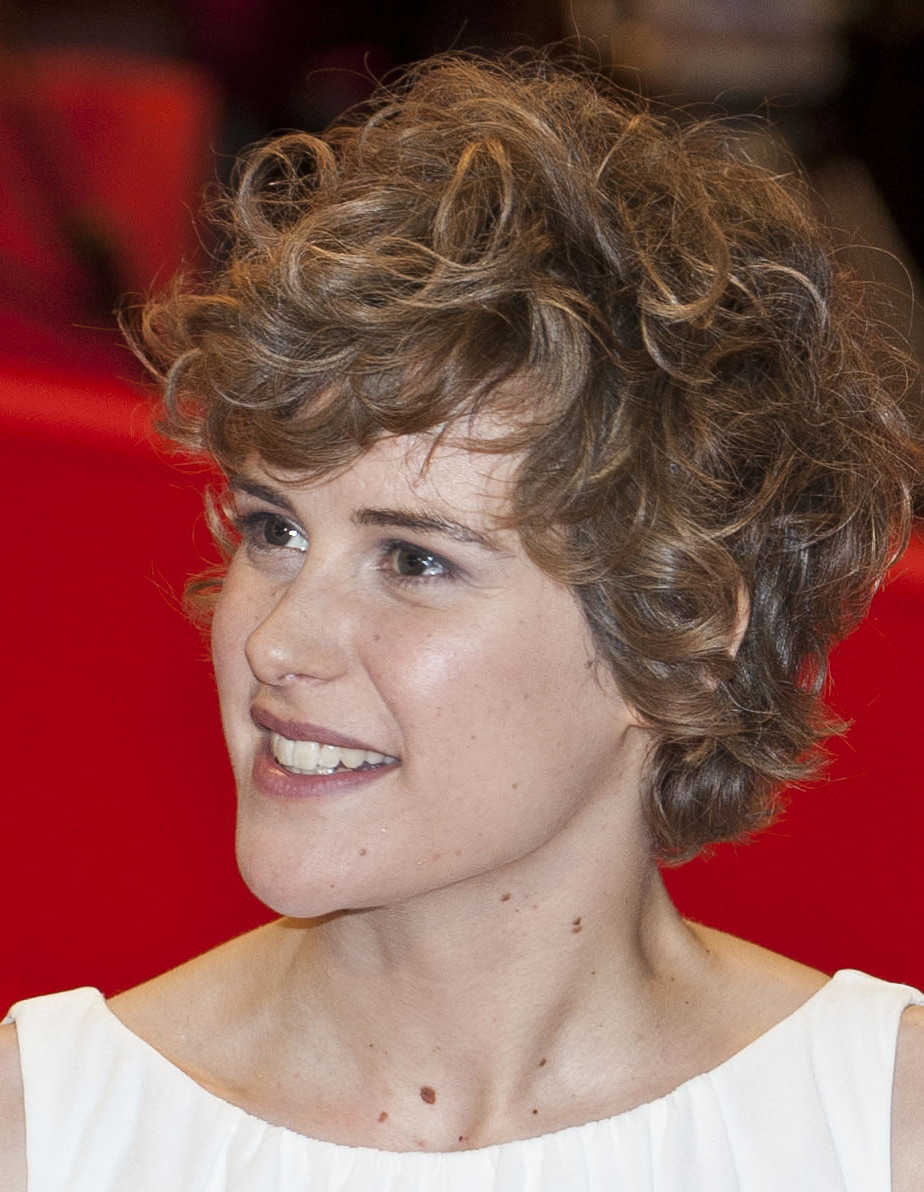
Carla Juri, como la Dra. Ana Stelline.
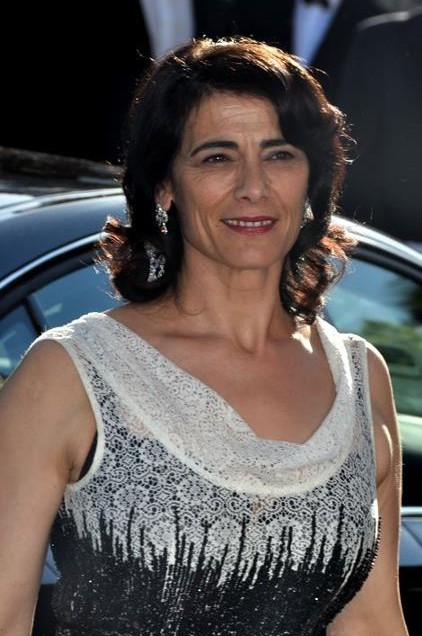
Hiam Abbass, como Freysa.
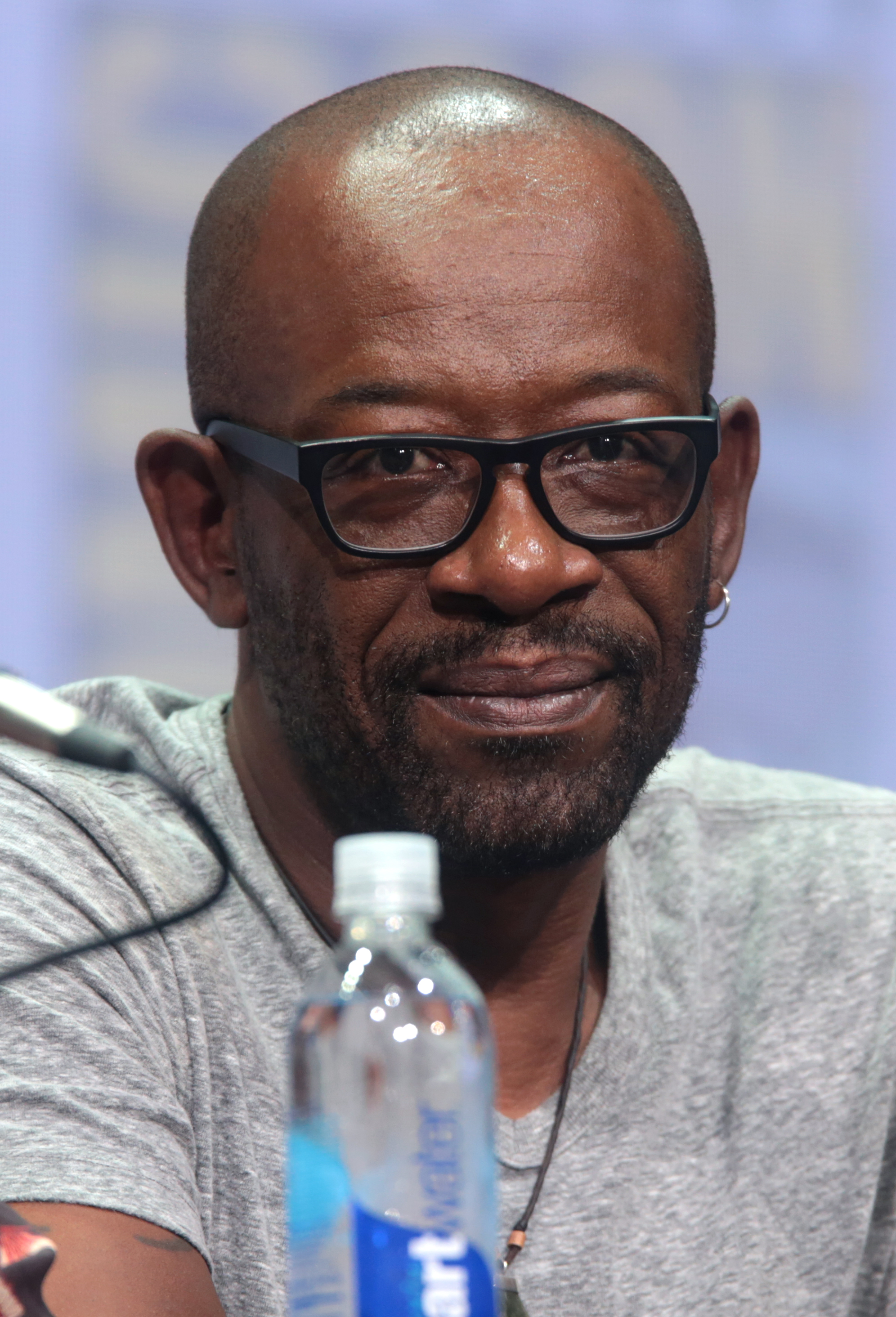
Lennie James, como Señor Cotton.
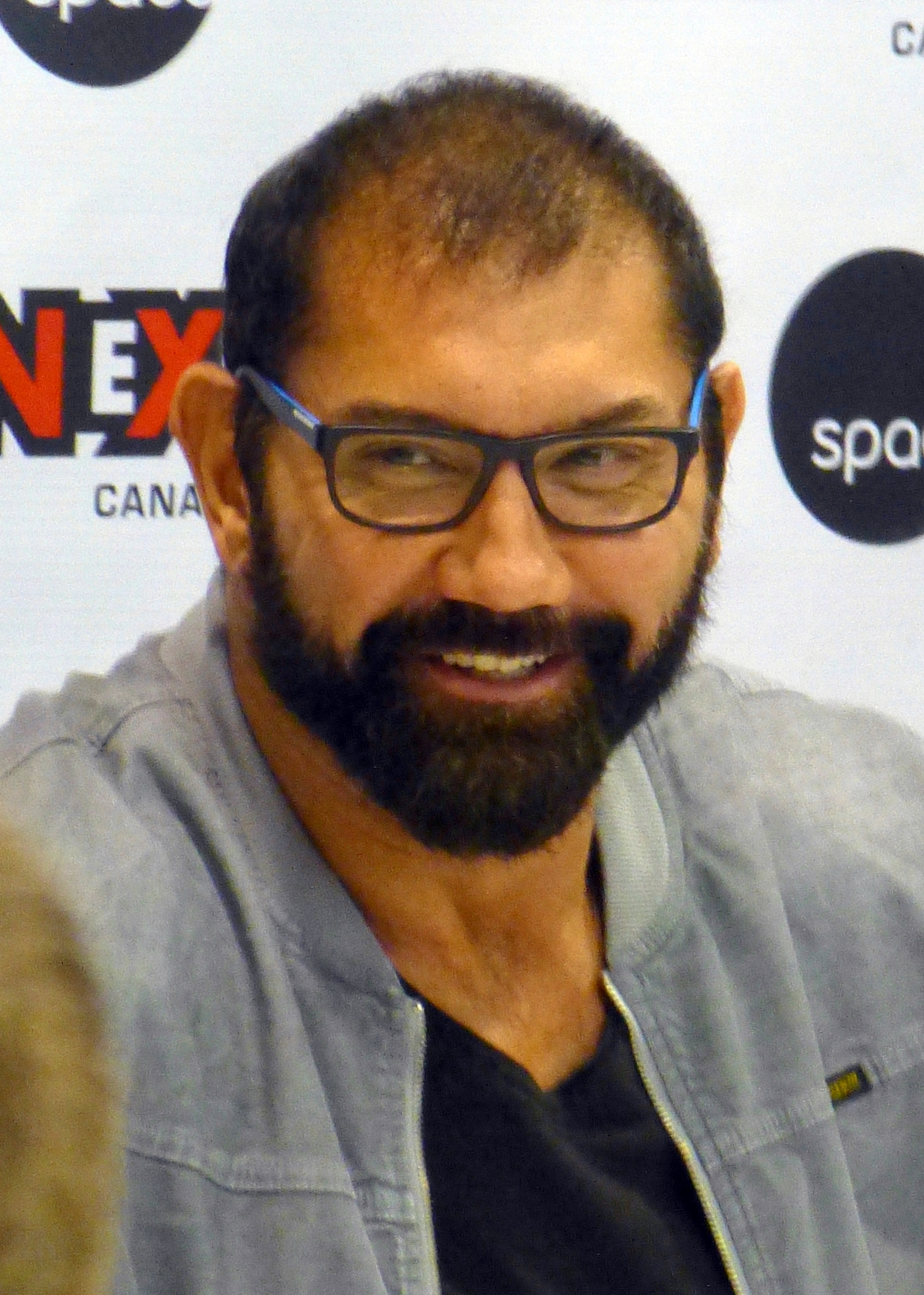
Dave Bautista, como Sapper Morton.
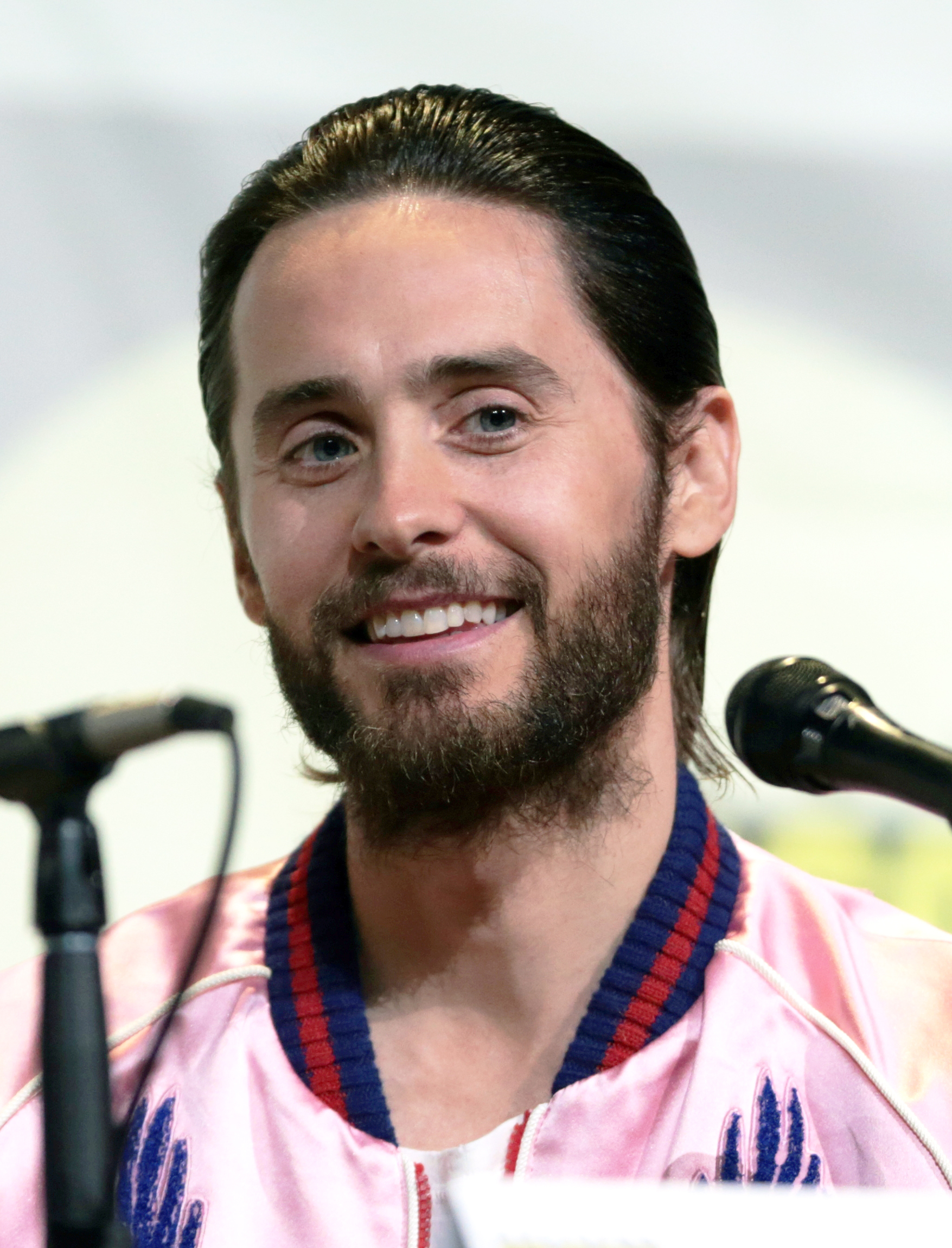
Jared Leto, como Niander Wallace.
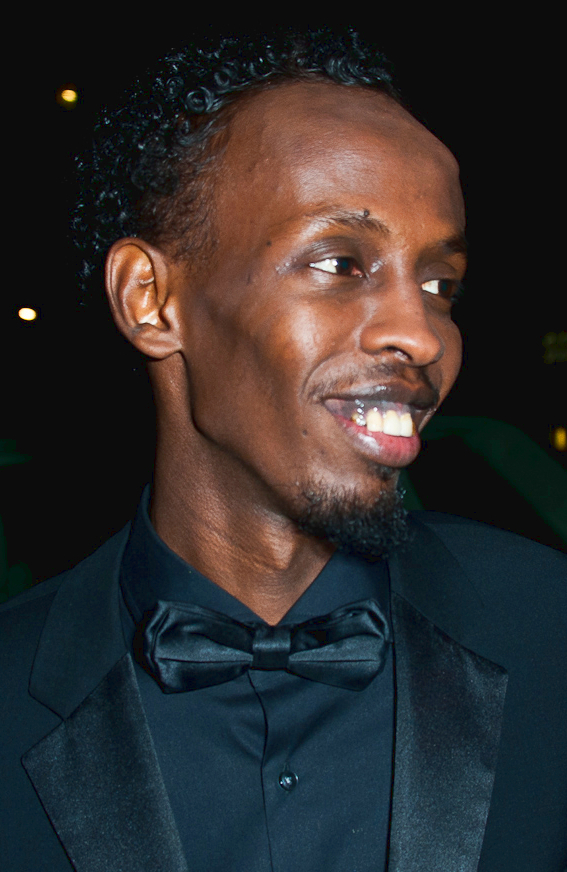
Barkhad Abdi, como Doc Badger.

### Rodaje

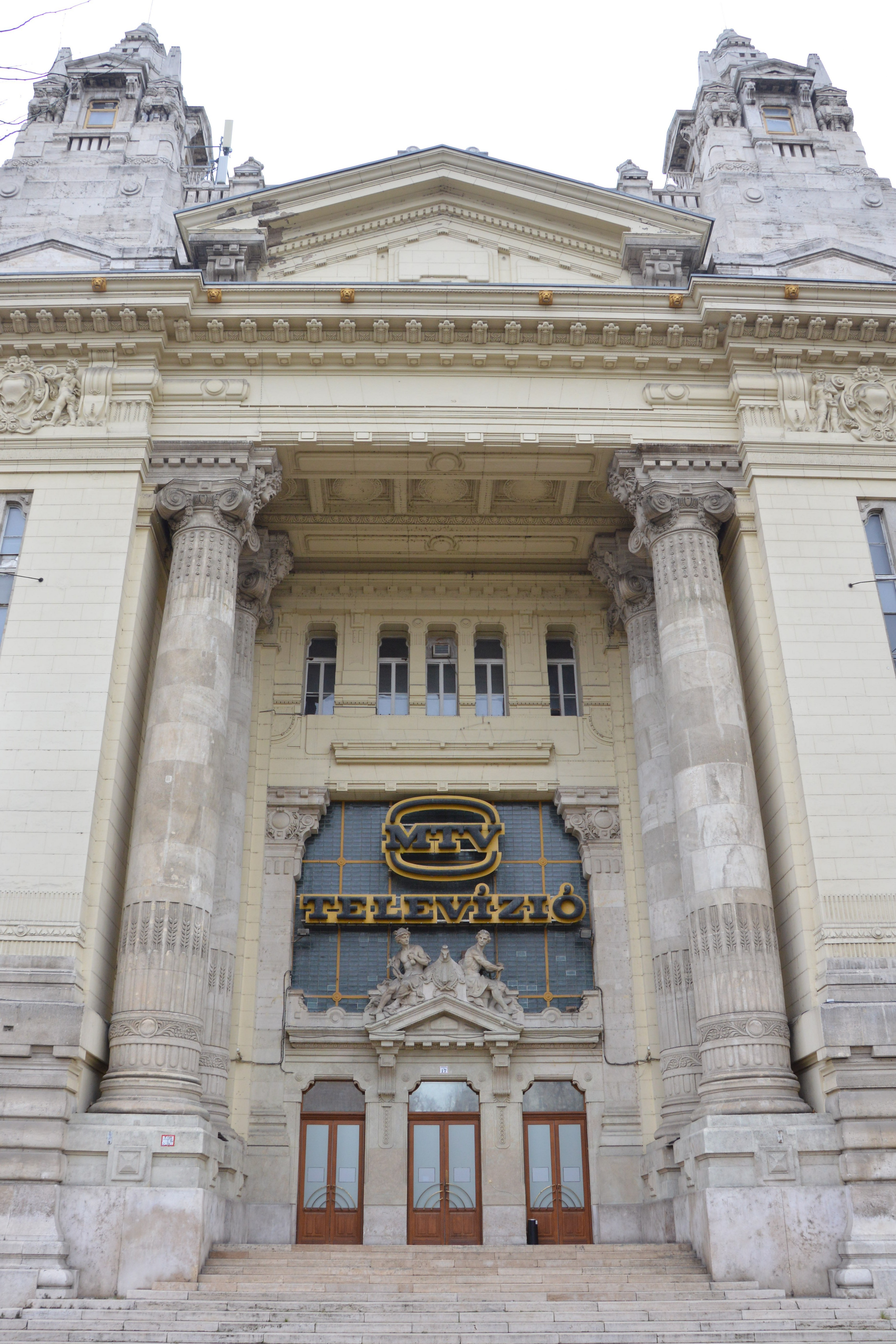
El antiguo Palacio de la Bolsa de Budapest sirvió como localización del rodaje para las escenas del casino.

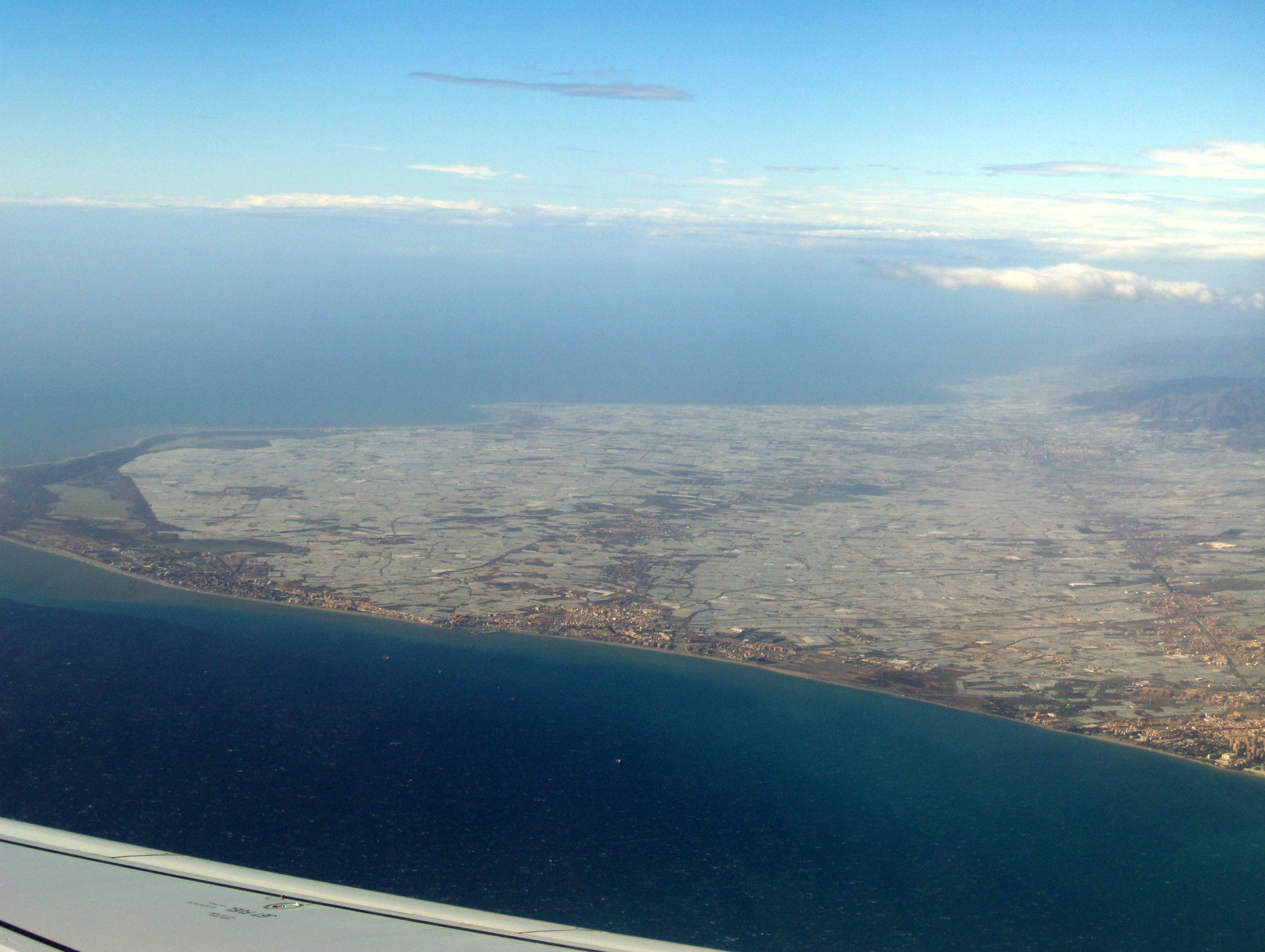
En los primeros minutos se usaron planos aéreos de los invernaderos del Poniente Almeriense.

El rodaje se llevó a cabo entre julio y noviembre de 2016, principalmente en los Korda Studios y los Origo Studios de Budapest, Hungría. El antiguo Palacio de la Bolsa de Budapest, ubicado en la plaza de la Libertad, sirvió como una localización del rodaje para las escenas del casino. El exterior del piso de K se rodó en el cruce de las calles Szalay y Honvéd de Budapest, y el interior de la antigua planta nuclear soviética de Inota (Várpalota) y un antiguo almacén de electrónica de Kistarcsa, en las afueras de Budapest, se usaron para recrear el orfanato del Señor Cotton. El 25 de agosto de 2016, un trabajador de la construcción murió mientras desmontaba uno de los sets de la película en Origo Studios. El rodaje finalizó en Hungría en noviembre de 2016. En los primeros minutos del film se usaron además planos aéreos rodados en la planta termosolar Gemasolar de  Fuentes de Andalucía (Sevilla), los invernaderos del Poniente Almeriense e Islandia. Algunas tomas aéreas de las favelas de Ciudad de México se emplearon para recrear la ciudad de Los Ángeles, y otras del Parque Estatal Valle del Fuego (Nevada) para idear las afueras de Las Vegas.

### Diseño
Para el filme se contó con Dennis Gassner como diseñador de producción y Alessandra Querzola como decoradora de set, que serían nominados entre otros premios al Óscar y al BAFTA al mejor diseño de producción. Gassner señaló que su primera prioridad fue el diseño del nuevo modelo de Spinner —más robusto, angular y brutal que el de la primera película, según sus palabras— y que este marcaría el patrón para el resto del universo.

«[El Spinner] es realmente un personaje en sí mismo porque era una extensión de lo que era K [...] Trabajamos muy duro en encontrar el tono para eso. A partir de ahí, vinieron los demás ambientes [...] Siempre era acerca de enfrentarse a los elementos... el muro marino para proteger la ciudad de las inundaciones [...] Se trataba de la supervivencia de las personas que permanecían en ese mundo».
—Dennis Gassner, diseñador de producción de Blade Runner 2049

El movimiento arquitectónico de Secesión húngaro inspiró gran parte del diseño artístico del film, rodándose varias escenas en la propia Budapest. Para realizar el laboratorio de Ana Stelline se usó como inspiración el Cocoon, una estructura en forma de huevo ubicada en el Museo de Historia Natural de Londres, mientras que para el exterior e interior de la Wallace Tower se emplearon reminiscencias de la arquitectura del Antiguo Egipto, así como el diseño del suelo de un templo visitado por Gassner en Kioto. Para la escena de la azotea del piso de K, Gassner ideó una gran señal de neón en japonés escrita en katakana con la inscripción «メビウス アパート» («Apartamento Moebius» en español), como homenaje a Jean Giraud (Moebius), uno de los artistas que inspiraron el estilo visual de la primera película. Syd Mead, principal artista conceptual de la Blade Runner original, volvió a ser contratado para realizar una parte del diseño de Las Vegas, y Roger Deakins señaló que las imágenes rojizas de dicha ciudad se basaron en la tormenta de polvo de Australia en 2009. Al respecto del estilo visual, el director Denis Villeneuve ha manifestado que decidió que «así como la primera película tenía una atmósfera de lluvia constante, en esta sería más fría», aunque añade: «Intenté encontrar un equilibrio con explosiones de color que expresaran ciertas emociones y temas [...] el color amarillo es muy importante en la película y está relacionado con diferentes aspectos de la historia».

Tormenta de polvo de Australia en 2009
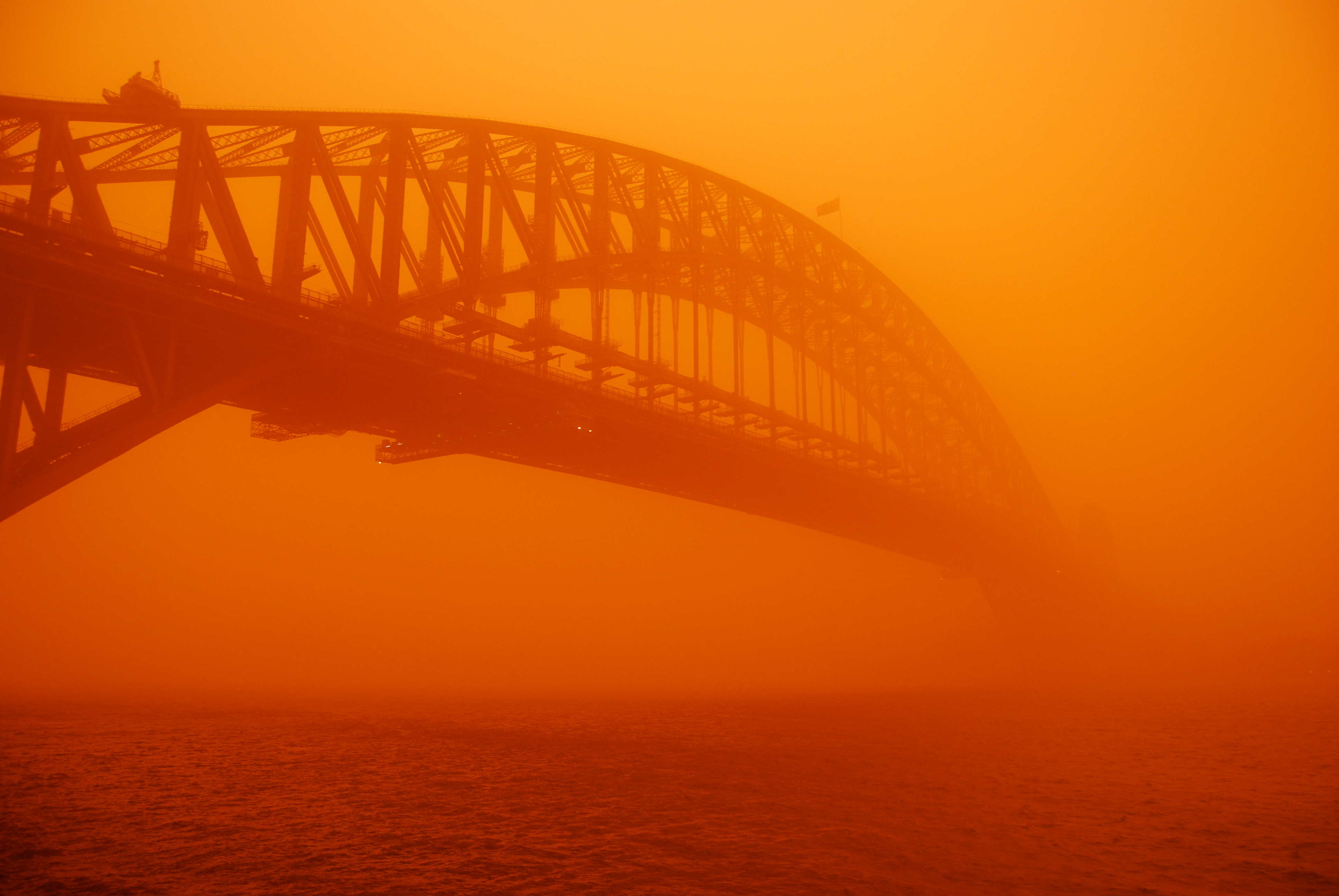
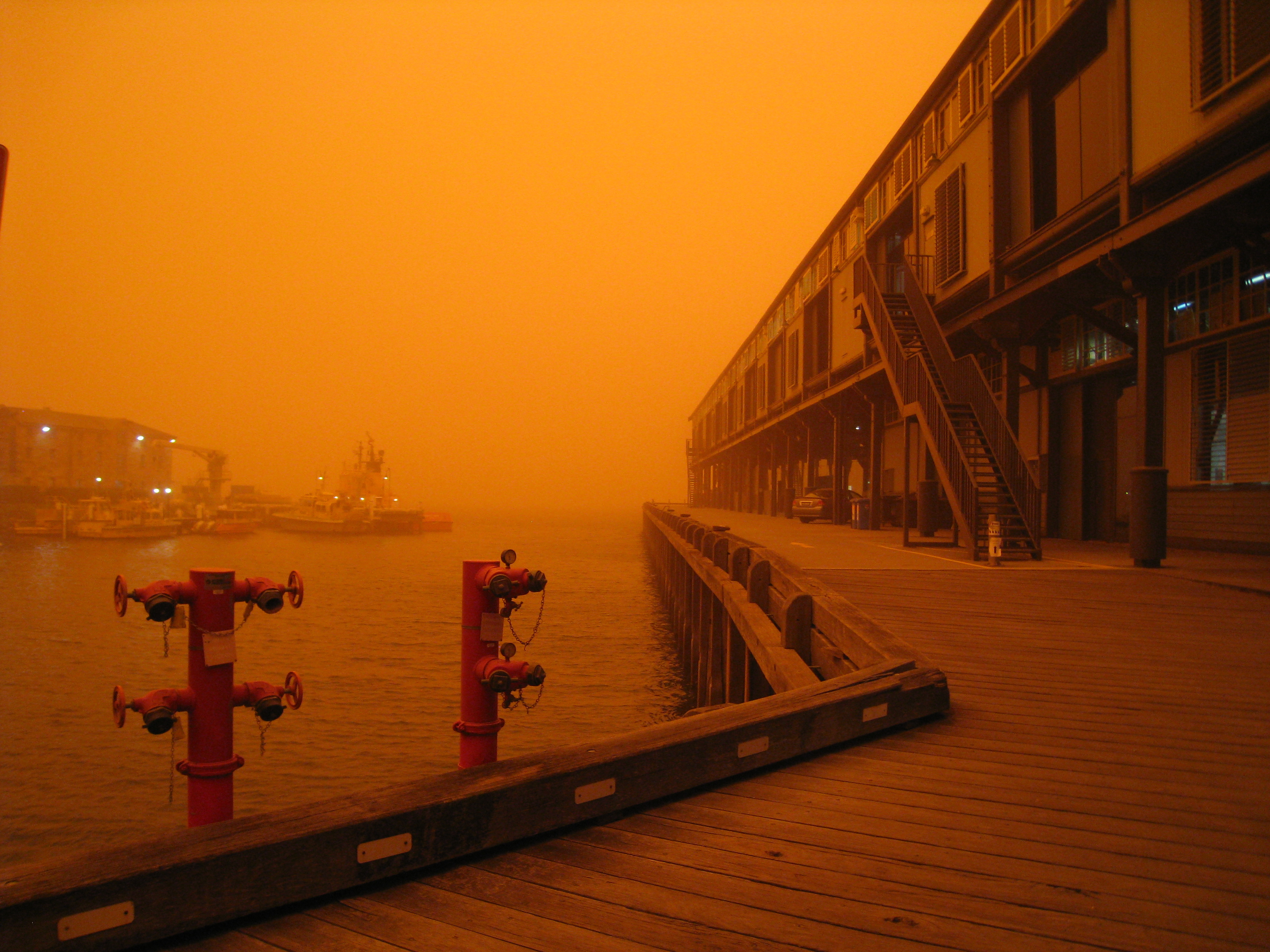
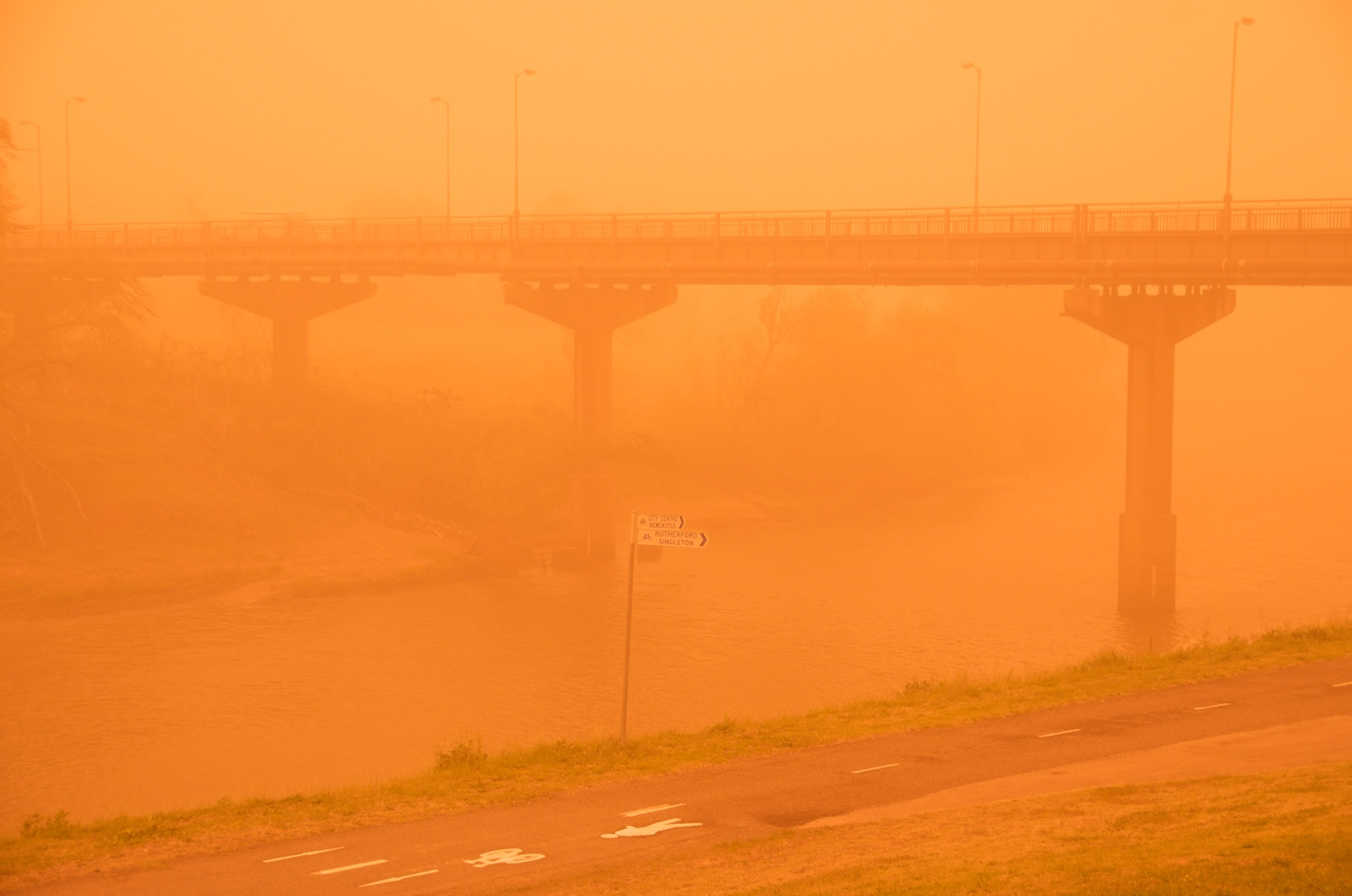

### Efectos visuales
Los principales encargados de los VFX fueron Richard R. Hoover, Paul Lambert, Gerd Nefzer y John Nelson, quienes lograrían por este trabajo el Óscar y el BAFTA a los mejores efectos visuales, entre otros premios. Aunque se usó CGI para la modificación de los escenarios reales o la creación de los hologramas, también se emplearon maquetas a escala al igual que en el primer film, sobre todo para recrear la ciudad de Los Ángeles y la extensión de basura «Trash Mesa» de las afueras. Parte de las estatuas en el acercamiento de K al casino de Las Vegas fueron erigidas a tamaño real, mezclándose después con otras estructuras digitales. Para hacer los hologramas de las figuras históricas de la música y el cine que aparecen en el casino, se usaron como dobles de cuerpo a imitadores de Elvis Presley, Marilyn Monroe, Liberace o Frank Sinatra, a los que se les superpusieron los rostros digitalmente. En la recreación de Rachael se emplearon planos de Blade Runner y captura de movimientos de Sean Young y la doble de cuerpo Loren Peta. La enorme presa «Sepulveda Sea Wall» fue desarrollada por ordenador, aunque el equipo de rodaje construyó su parte inferior en los Korda Studios dentro de un tanque con capacidad para 3,7 millones de litros de agua, usándose excavadoras para generar artificialmente las grandes olas.

### Música
En agosto de 2016 se informó que el compositor islandés Jóhann Jóhannsson, colaborador habitual de Villeneuve, iba a realizar la música para la secuela, descartándose así el retorno de Vangelis.
En julio de 2017, Denis Villeneuve reveló en una entrevista para Studio Cine Live que el compositor Hans Zimmer trabajaría con los compositores Benjamin Wallfisch y el propio Jóhannsson, indicando que «Jóhann Jóhannsson compone el tema principal como estaba previsto. Sin embargo, dada la magnitud de la tarea, Benjamin Wallfisch y Hans Zimmer se han unido al equipo para ayudar a Jóhann. Es difícil llegar al estilo y formas de Vangelis. Tenemos sonidos atmosféricos impresionantes de Jóhann, pero necesitaba otras cosas, y Hans nos ha ayudado».
Sin embargo, a comienzos de septiembre y tras verificarse que el último póster de la película solo mostraba el nombre de Zimmer, el agente de Jóhann confirmó a Fréttablaðið que el compositor islandés ya no estaba involucrado en el proyecto, estándole prohibido por contrato efectuar cualquier comentario al respecto. Posteriormente se supo que Jóhannsson dejó la música de Blade Runner 2049 porque Villeneuve quería «algo más cercano a Vangelis».
Según Epic Records, Zimmer y Wallfisch intentaron continuar el legado de la música original de Blade Runner al incorporar elementos como el sintetizador Yamaha CS-80, modelo que había usado Vangelis. Además, la banda sonora incluye una versión del tema «Tears in Rain» del primer film bajo el título «Tears in the Rain», varias canciones clásicas cantadas por Frank Sinatra y Elvis Presley, y el tema inédito «Almost Human», interpretado por Lauren Daigle y que había aparecido en los créditos finales de Blade Runner Black Out 2022 . Zimmer dijo de la banda sonora:

«En primer lugar, me di cuenta de que Denis [Villeneuve] es un director que tiene una visión; tiene una voz [...] he hecho muchas películas con Ridley Scott. Por lo tanto, era importante que se tratara de un trabajo autónomo. Seamos honestos. Ridley es una figura difícil de suceder, como lo es Vangelis. Mientras Ben [Wallfisch] tenía cuatro años, yo en realidad había experimentado con todo ello. Observamos y literalmente, en cuanto la terminamos de mirar, decidimos la paleta. Decidimos que esto no iba a ser algo orquestal. La historia nos habló».

El álbum de la banda sonora salió al mercado el 5 de octubre de 2017, y una versión física en formato CD de dos discos fue lanzada por Epic Records en los Estados Unidos el 27 de octubre de 2017, estando limitada a 2049 copias. El 15 de diciembre salió a la venta una edición en doble vinilo acotada a 2500 ejemplares.
| Lista de canciones |                                                                                                  |          |  |
| N.º                | Título                                                                                           | Duración |  |
| 1.                 | «2049»                                                                                           | 3:37     |  |
| 2.                 | «Sapper's Tree»                                                                                  | 1:36     |  |
| 3.                 | «Flight to LAPD»                                                                                 | 1:47     |  |
| 4.                 | «Summer Wind-(Frank Sinatra)»                                                                    | 2:54     |  |
| 5.                 | «Rain»                                                                                           | 2:26     |  |
| 6.                 | «Wallace»                                                                                        | 5:23     |  |
| 7.                 | «Memory»                                                                                         | 2:32     |  |
| 8.                 | «Mesa»                                                                                           | 3:10     |  |
| 9.                 | «Orphanage»                                                                                      | 1:13     |  |
| 10.                | «Furnace»                                                                                        | 3:41     |  |
| 11.                | «Someone Lived This»                                                                             | 3:13     |  |
| 12.                | «Joi»                                                                                            | 3:51     |  |
| 13.                | «Pilot»                                                                                          | 2:17     |  |
| 14.                | «Suspicious Minds-(Elvis Presley)»                                                               | 4:22     |  |
| 15.                | «Can't Help Falling in Love-(Elvis Presley & The Jordanaires)»                                   | 3:02     |  |
| 16.                | «One For My Baby (And One More For the Road)-(Frank Sinatra)»                                    | 4:24     |  |
| 17.                | «Hijack»                                                                                         | 5:32     |  |
| 18.                | «That's Why We Believe»                                                                          | 3:36     |  |
| 19.                | «Her Eyes Were Green»                                                                            | 6:17     |  |
| 20.                | «Sea Wall»                                                                                       | 9:52     |  |
| 21.                | «All the Best Memories Are Hers»                                                                 | 3:22     |  |
| 22.                | «Tears in the Rain (Vangelis)»                                                                   | 2:10     |  |
| 23.                | «Blade Runner»                                                                                   | 10:05    |  |
| 24.                | «Almost Human (From the Original Motion Picture Soundtrack "Blade Runner 2049") (Lauren Daigle)» | 3:22     |  |

#### Listas de éxitos
| Lista de éxitos (2017)             | Posición |
| ---------------------------------- | -------- |
| Bélgica (Ultratop flamenca)        | 55       |
| Bélgica (Ultratop valona)          | 69       |
| Canadá (Billboard Canadian Albums) | 59       |
| Francia (SNEP)                     | 160      |
| España (PROMUSICAE)                | 63       |
| Suiza (Schweizer Hitparade)        | 64       |
| Reino Unido (UK Albums Chart)      | 43       |
| Estados Unidos (Billboard 200)     | 53       |
| Estados Unidos (Soundtrack Albums) | 2        |

### Posproducción
La edición de Blade Runner 2049 tuvo lugar en Los Ángeles y comenzó en diciembre de 2016. Su director Denis Villeneuve y el editor Joe Walker finalizaron dicha edición en los Sony Pictures Studios de Culver City, California, el 12 de agosto de 2017.

## Estreno

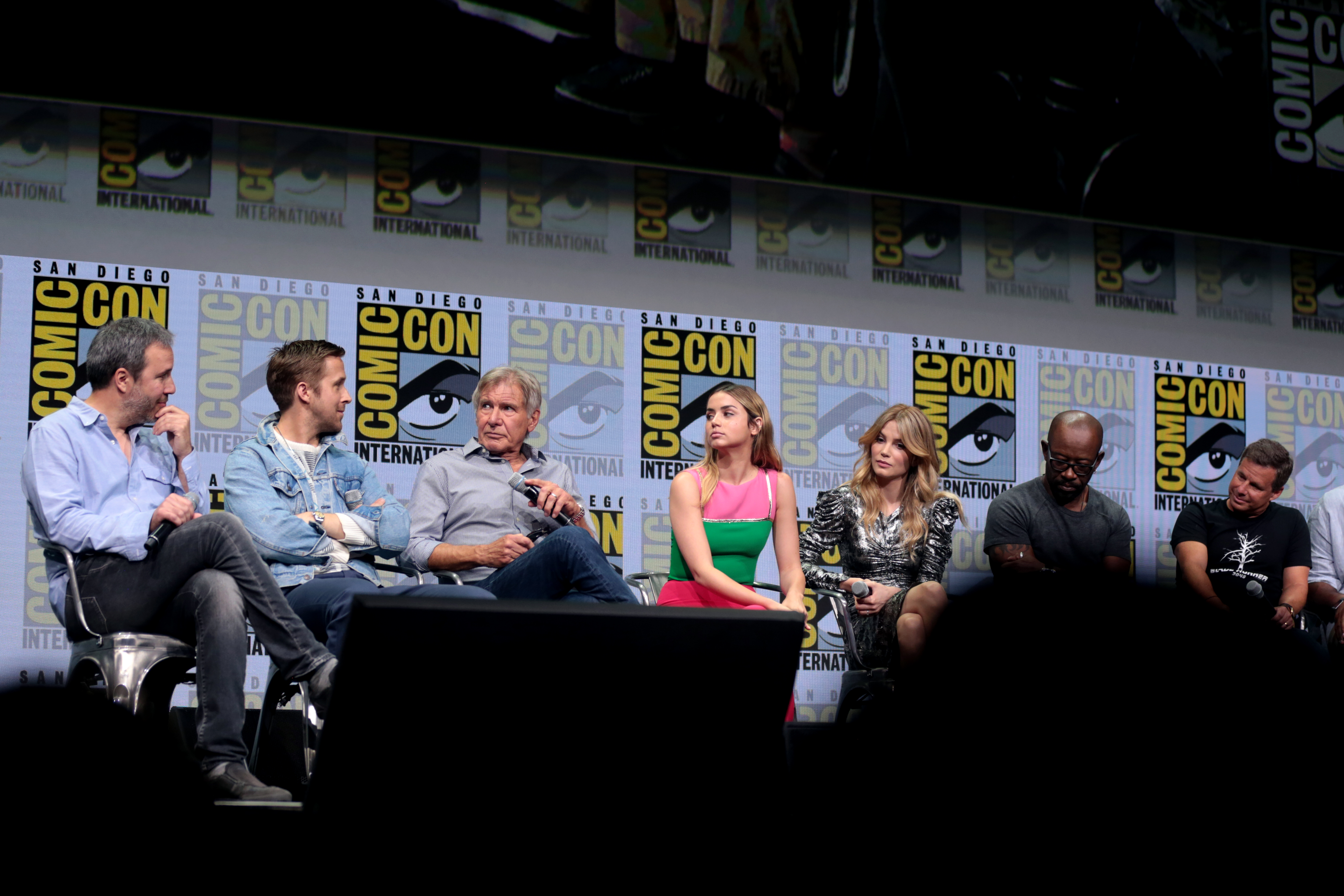
El director Denis Villeneuve, los actores Ryan Gosling, Harrison Ford, Ana de Armas, Sylvia Hoeks, Lennie James y el productor Andrew A. Kosove en la Comic-Con de San Diego de 2017 para la presentación de Blade Runner 2049.

El 18 de febrero de 2016, Alcon Entertainment anunció la fecha de estreno para el 12 de enero de 2018. Sin embargo, el 20 de abril de 2016 Warner informó de su adelanto para el 6 de octubre de 2017, tres meses antes de lo que estaba programada. Posteriormente Alcon Entertainment se asoció con la compañía tecnológica Oculus VR para distribuir la película en exclusividad en formato de realidad virtual y presentarlo simultáneamente a su estreno. Finalmente, el 6 de octubre de 2016, justo a un año del estreno, se desveló que su título oficial sería Blade Runner 2049, confirmándose así la información previa de que transcurriría varias décadas después de la película original. Tras la presentación del film, se supo que el título iba a ser inicialmente Blade Runner: Androids Dream. El 31 de agosto de 2017, Villeneuve confirmó a Collider que la continuación del clásico sci-fi de culto de 1982 duraría 2 horas y 32 minutos sin créditos, 163 minutos si añadimos los 11 minutos que duran estos últimos. Posteriormente, el cineasta hizo explícito que la versión para cines se podría considerar ya el montaje del director.
Blade Runner 2049 se estrenó el 3 de octubre de 2017 en el Dolby Theatre de Los Ángeles, aunque tras el tiroteo de Las Vegas de 2017 los eventos de la alfombra roja fueron cancelados antes de la proyección. Fue proyectada en el Festival du nouveau cinéma de Montreal al día siguiente. También se estrenó el mismo día en Suiza en el Festival de Cine de Zúrich.

### Marketing

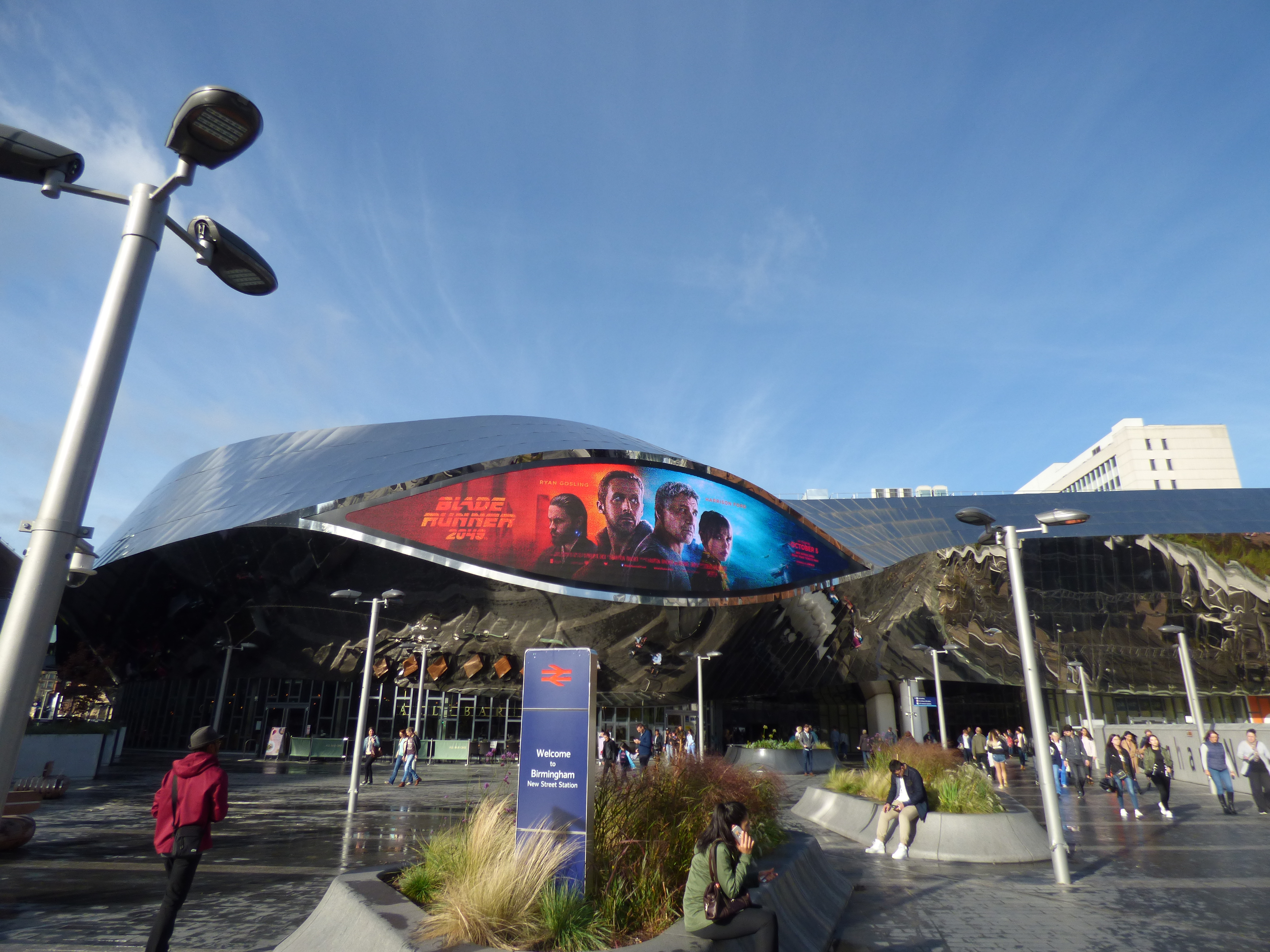
Cartel promocional.

El 19 de diciembre se hizo público el primer teaser tráiler de la película y su director confirmó que tendría una calificación R. También salieron a la luz diversas fotografías del rodaje. El 8 de mayo de 2017 se presentó el segundo tráiler oficial. El 21 de junio, Entertainment Weekly compartió una featurette donde sus cuatro responsables principales, Ridley Scott, Denis Villeneuve, Harrison Ford y Ryan Gosling hablaban de cómo había sido volver a un mundo conocido y adorado por miles de seguidores. El 13 de julio, la misma revista publicó de cara a la presentación de la película en la Comic Con de San Diego nuevos fotogramas así como una entrevista con su director. El 17 de julio, Warner Bros. Pictures mostró el tercer tráiler oficial. La película obtuvo finalmente la calificación R por la Asociación Cinematográfica de Estados Unidos. Y el 22 de agosto, Sony Pictures avanzó un spot internacional con nuevas imágenes. El 25 de agosto, Warner Bros. lanzó un nuevo póster de la película, y tres días después reveló dos spots más, titulados Respuestas y Preguntas.
El 29 de agosto se estrenó el primero de tres cortos creados con el fin de ayudar a entender lo acontecido durante los treinta años que separan Blade Runner de Blade Runner 2049:
1. Dirigido por Luke Scott, hijo de Ridley Scott, y titulado 2036: Nexus Dawn, se sitúa en el año 2036, como el título lo indica, y se centra en Niander Wallace, el personaje interpretado por Jared Leto, quien ha continuado con la construcción de replicantes con el objetivo de alcanzar un modelo perfecto. En el corto, Wallace presenta el modelo Nexus-9, un nuevo tipo de replicante cuyo nivel de desarrollo se asemeja increíblemente al de la raza humana. El cortometraje es protagonizado también por el actor Benedict Wong.[139][140]
2. El 14 de septiembre se mostró el segundo de los cortos titulado 2048: Nowhere to Run. Dirigido también por Scott, se centra en la historia de Sapper Morton, un gentil gigante interpretado por Dave Bautista.[141][142]
3. Y al día siguiente, Sony Pictures Japan publicó un pequeño avance de un tercer corto titulado Blade Runner Blackout 2022. Se trató de un corto anime dirigido por un grande de la animación japonesa: Shin'ichirō Watanabe.[143][144]

El 11 de septiembre se mostró un nuevo clip protagonizado por Ryan Gosling como el oficial K, en el que se lo ve reunirse con un traficante de niños interpretado por Lennie James. A dos días del estreno, Warner Bros. presentó el tráiler final.

## Recepción

### Taquilla
A partir del 18 de enero de 2018, Blade Runner 2049 había recaudado $ 92 millones en Estados Unidos y Canadá, y $ 167,2 millones en otros territorios, para un total a nivel mundial de $ 259,2 millones.
En los Estados Unidos y Canadá, se esperó inicialmente que la película se estrenara con $ 43 a 50 millones en su fin de semana de apertura a lo largo de 4.058 salas. En septiembre de 2017, una encuesta de Fandango indicó que la película fue uno de los lanzamientos más esperados para la temporada. Consiguió $ 4 millones en los preestrenos de la noche del jueves, incluyendo $ 800.000 de IMAX, pero solo $ 12.6 millones en su primer día, reduciéndose las estimaciones del fin de semana a $ 32-35 millones. Hizo $ 11,4 millones el sábado y pasó a debutar con $ 32,8 millones, muy por debajo de las estimaciones iniciales, pero siguió terminando primera en la taquilla y marcando las mayores aperturas de las carreras de Villeneuve y Gosling. Deadline.com atribuyó el rendimiento de la película a la duración de 163 minutos, limitando el número de funciones de cine disponibles, así como por ser así poco atractiva para el público, y a la comercialización vaga, dependiente de la nostalgia y fundada en el colectivo de seguidores para llevarla adelante.
En el extranjero, se esperó que debutara con unos $ 60 millones adicionales en 62 países, para un estreno mundial de alrededor de $ 100 millones. Terminó haciendo $ 50,2 millones internacionalmente, acabando número uno en 42 mercados, para una abertura global de $ 81,7 millones. Hizo $ 8 millones en el Reino Unido, $ 4,9 millones en Rusia y $ 3,6 millones en Australia.

### Crítica

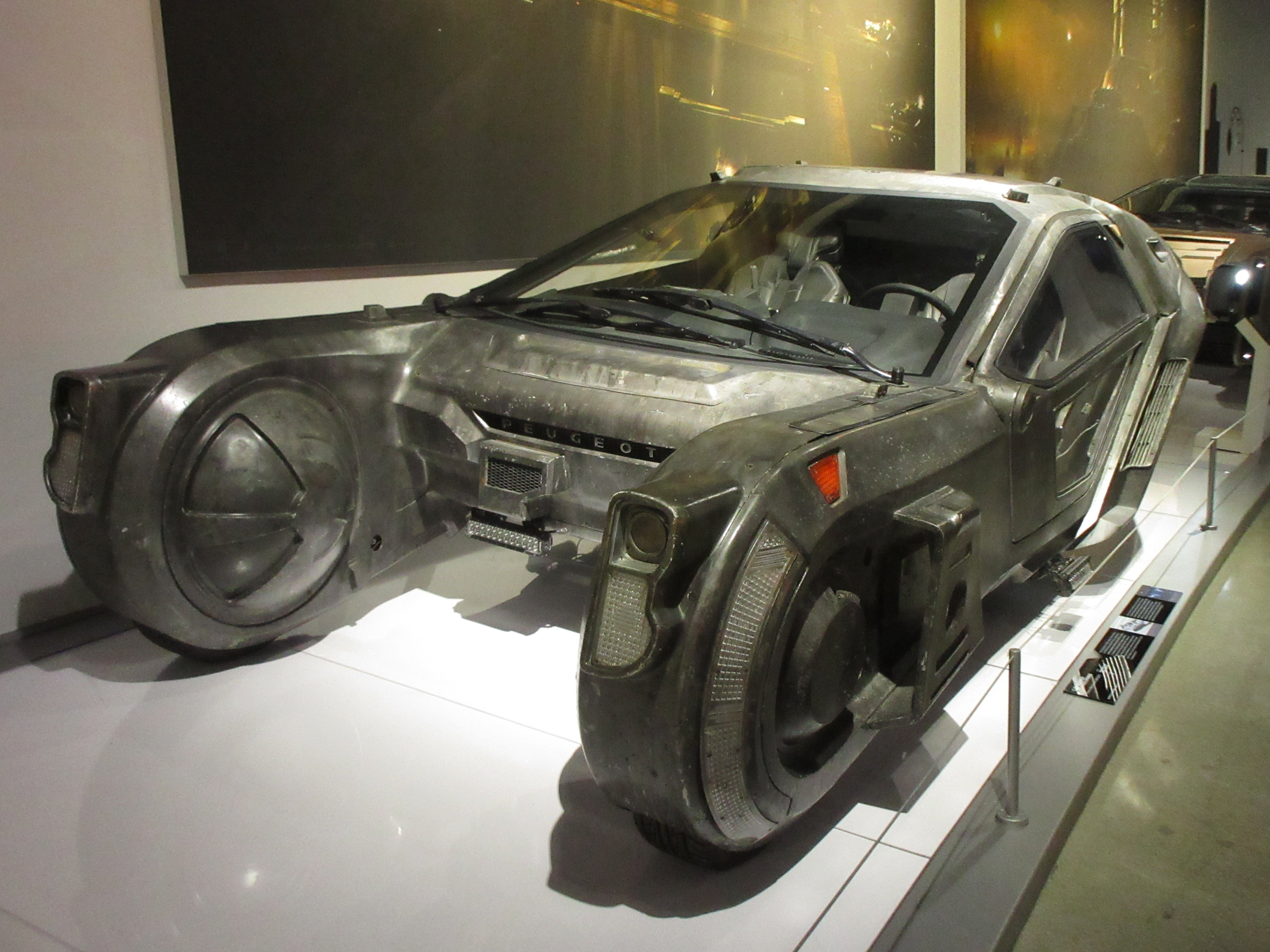
Spinner original de K en Blade Runner 2049, expuesto en el Petersen Automotive Museum de Los Ángeles de 2019 a 2020.

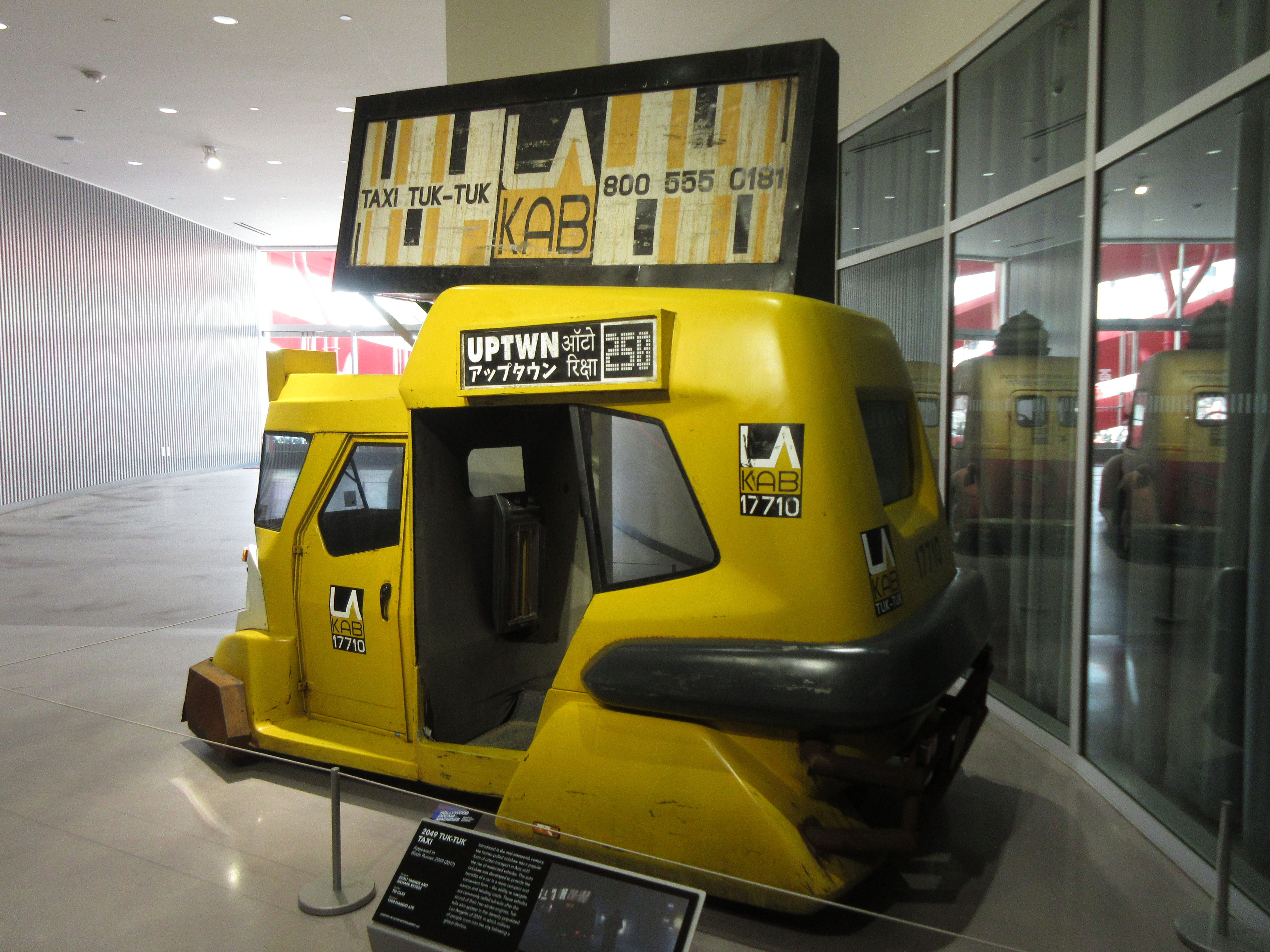
Taxi original usado en el filme y también mostrado temporalmente en el Petersen Automotive Museum.

Las primeras críticas de Blade Runner 2049 previas a su estreno oficial coincidieron en que era «una obra maestra». Los elogios fueron dirigidos principalmente a su director, Denis Villeneuve, así como a la fotografía y los efectos visuales.
En el sitio web Rotten Tomatoes la película obtiene una calificación de aprobación del 87% basada en 345 reseñas, con una calificación promedio de 8,2/10. El consenso crítico dice: «Visualmente impresionante y narrativamente satisfactoria, Blade Runner 2049 profundiza y amplía la historia de su predecesora mientras se mantiene como un impresionante logro fílmico por derecho propio». Metacritic asignó a la película una puntuación media ponderada de 81 sobre 100, basada en 54 críticas, indicando «aclamación universal». Los críticos que vieron la película antes de su estreno fueron conminados por Villeneuve a no revelar ciertos personajes y puntos de la trama. Las audiencias encuestadas por CinemaScore dieron a la película una calificación promedio de «A-» en una escala de A+ a F.

#### Norteamericana
Peter Travers de Rolling Stone le dio a la película tres estrellas y media de cuatro, definiéndola como un clásico instantáneo y escribiendo: «Para los drogadictos de Blade Runner como yo, que se han chutado con cinco versiones diferentes de la icónica película de ciencia ficción noir de Ridley Scott - desde la versión original hasta la versión del director y el Final Cut (las dos últimas sin la voz en off que Scott y Ford odiaban) - cada minuto de este hipnotizante alucinógeno es una fiesta visual para atiborrarse». Peter Bradshaw de The Guardian le dio a la película cinco estrellas de cinco, elogiando el diseño de producción, la cinematografía y la partitura, y aludiendo a la CGI como de lo mejor que nunca había visto, escribiendo: «Tiene que ser experimentada en una pantalla lo más grande posible. Blade Runner 2049 es un narcótico espectáculo de una misteriosa e inmisericorde inmensidad, a su vez satírica, trágica y romántica». A. O. Scott del New York Times denominó a la película como «un rompecabezas narrativo cuidadosamente diseñado» que «trata tanto de honrar al original como de liberarse de su considerable sombra», y en general tiene éxito. La encontró, sin embargo, en última instancia desigual al original, describiendo Blade Runner 2049 como «una “mejora” más dócil, menos rebelde». También elogió la dirección de Villeneuve que calificó como «una calma inquietante, como si estuviera explorando y tratando de sintetizar los aspectos humanos y mecánicos de su propia sensibilidad», así como la cinematografía y los efectos visuales como «zonas de extrañeza que de vez en cuando surgen al nivel de lo subliminal».
Eric Kohn de IndieWire describió a la película con un «bien vale la pena la espera», otorgándola una A-, elogiando la partitura y el diseño de producción, y diciendo: «Blade Runner 2049 no puede reinventar las reglas para la narración de una superproducción, pero logra infundir el formato con las ambiciones del arte de mayor nivel, manteniendo una emocionante intensidad a lo largo del recorrido». Scott Collura de IGN concedió a la película una puntuación de 9,7 sobre 10, calificándola como una de las mejores secuelas de la historia, y diciendo: «2049 confronta los temas, la trama y los personajes de la película de 1982 sin canibalizar, negar o arruinar retroactivamente ninguno de esos elementos. Más bien expande y desarrolla orgánicamente lo que vino antes. Es una película profunda, rica e inteligente, visualmente impresionante y llena de grandes conceptos de ciencia ficción, y por la que valió la pena esperar 35 años». Mick LaSalle del San Francisco Chronicle valoró a la película con 3,5 de 4 estrellas, describiéndola como «ciencia ficción tranquila, pensativa» mientras dibujaba una semejanza en su tono a la reciente película de Villeneuve La llegada y alabando las interpretaciones, particularmente las de Gosling y Ford.
Christopher Orr escribiendo para la revista Atlantic encontró que la secuela era una continuación fiel y valiosa de la película original, afirmando: «Esto es en parte porque, al igual que su predecesora, Blade Runner 2049 es un artefacto decididamente interesante, y no principalmente una película de actores. Los colaboradores más importantes de Villeneuve son el director de fotografía Roger Deakins y el diseñador de producción Dennis Gassner, que entre ellos conjuran un mundo futuro impresionante en su decrepitud, una ruina maravillosa. De los paisajes difuminados sobre los cuales el cielo se ha cerrado como un párpado, a la lloviznosa decadencia de neón de Los Ángeles, pasando por un San Diego remodelado como un vertedero digno de WALL·E, hasta los restos de Ozymandias de Las Vegas, la película es un esplendor de primer orden».
John Serba en su crítica para Mlive también vio la película como una meritoria sucesora y continuación de la película original, capaz de situarse junto a otras películas sólidas de este género como Metrópolis de 1927, manifestando: «Blade Runner 2049 es un festín para los ojos y el intelecto, y para las audiencias más pacientes. Discurre tan atentamente y durante tanto tiempo que sus estallidos ocasionales de acción violenta rompen la constitución exquisitamente meditativa de la película. Un componente clave de la atmósfera es resultado del puntaje del sintetizador de Hans Zimmer y Benjamin Wallfisch, emulando el original magistral de Vangelis».
Michael O'Sullivan de The Washington Post puso énfasis en la representación de los aspectos de villano del fabricante interpretado por Jared Leto, declarando: «En el mundo de 2049 hay ahora dos tipos de replicantes, además de las personas: las viejas versiones canallas, y una variedad más nueva y más servil diseñada por un industrial divinizado (Jared Leto interpretando a Wallace), quien se refiere a sus productos, elocuentemente, como "ángeles" buenos y malos».
Revisando la película para Vice.com, Charlotte Gush criticó la imagen de las mujeres en la película. Mientras que Gush reconoció que «la misoginia formaba parte de la distopía» en el original de Scott de 1982, cuestionó por qué los personajes femeninos eran mostrados como «prostitutas, amas de casa holográficas» o víctimas agonizando debido a muertes brutales. Escribiendo para The Guardian, Anna Smith expresó preocupaciones similares sobre sexismo, afirmando que «las imágenes sexualizadas de las mujeres dominan los impresionantes paisajes urbanos futuristas» y señalando que el elenco de replicantes, hologramas desnudos, estatuas gigantes y sexbots parecen atender exclusivamente a los hombres heterosexuales. En otra revisión de la película el mismo día en The Guardian, las imágenes de género no fueron un problema notable y se afirmó que el «impacto de la película nunca es a costa de la comprensión visual. Los personajes pueden atravesar las paredes, pero en ningún caso es incierto dónde están esos muros en relación con el caos. Estas sacudidas ocasionales de intensidad no nos sacan del hechizo hipnótico de la película, que sigue siendo lo suficientemente persuasivo como para hacer que la duración de los 163 minutos se sienta como algo más digno de deleite que como una prueba de resistencia».
The Economist fue más crítica con la película, llamándola una «secuela ampulosa» y señalando su «tenue y deshilachada» historia «plagada de agujeros» así como la aparición de Ford como «poco más que un cameo», pese a haber sido utilizado en gran medida en la promoción de la película. Kevin Maher, de The Times, le dio tres de cinco estrellas, afirmando que «aún queda por hacer un éxito más devastadoramente bello», pero concluyendo que el argumento era mediocre.

#### Hispanoamericana
Lucero Calderón del diario mexicano Excélsior, le dio una revisión positiva, llamándola «un filme que no tiene desperdicio alguno y que se disfruta en demasía». Mientras tanto José Felipe Coria del periódico El Universal, en una crítica igualmente halagadora, dijo que «Blade Runner 2049 es inesperadamente notable y profunda sin ser pretenciosa«, admirando la calidad directiva de Villeneuve y llamándola una «obra maestra» y «un genuino prodigio que parecía extinto en el cine». Además, el sitio web Cine Premiere le dio cinco estrellas de cinco posibles, alegando «que la música, la fotografía, el guión/historia, impactan, a pesar de sus dos horas y cuarenta y tres minutos de duración«, agregando que «Blade Runner 2049 podrá ser recordada y estudiada, pero lo mejor de todo, influenciará a las y los futuros cineastas… a aquellos del 2049». Sebastián Pimentel, escribiendo para el portal peruano El Comercio igualmente le otorgó cinco estrellas de cinco, agregando que «Blade Runner 2049 tiene una fuerza dramática y cósmica que no veíamos desde las épocas de Andrei Tarkovsky e Ingmar Bergman» y comparándola con la igualmente secuela The Godfather Part II, por su nivel de realización.

#### Española
Luis Martínez para el periódico El Mundo puntuó la película con 5 sobre 5, diciendo: «Si la original fue un shock catastrofista en unos tiempos financieramente ebrios; ésta es una descarga de elegancia formal, de puesta en escena cerca del sonambulismo en una era, ya se ha dicho, al borde de todas las bancarrotas imaginables. Y es ahí, en el contraste, en la más entusiasta borrachera alucinatoria, donde la película de Villenueuve crece hasta la simple hipnosis. Bella, subyugante, narcótica y podrida hasta los tuétanos por la obligación imperiosa de huir». Daniel G. Aparicio para 20 minutos refirió que «de forma deslumbrante, con el buen gusto para la ciencia ficción que ya demostró en La llegada, Villeneuve ha logrado expandir de forma orgánica el clásico de Ridley Scott». Jesús Jiménez para RTVE, desde una crítica más neutral, aludió a que «Villeneuve ha superado con nota el reto de continuar ese mito y ha aportado muchas cosas al universo de Blade Runner, pero no ha conseguido esa obra maestra con la que soñábamos. Le faltan esas emociones que nos provocaba la primera». Oti Rodríguez Marchante para ABC le otorgó cuatro estrellas sobre cinco, terminando con: «Es una magnífica película, pero de este año y, a lo sumo, del próximo». Finalmente, y desde una crítica negativa, Carlos Boyero para El País sentenció: «Solo percibo una sucesión tediosa de personajes y situaciones sin alma ni magnetismo, incapaces de engancharme, de crearme sentimiento, ni una pizca de identificación emocional».

«Villeneuve firma una fantasía serena, a ratos incluso lánguida, en la que canjea el frío y la metafísica de otros de sus trabajos por una pulsión más emocional que cerebral [...] acompañado en su reto por el maestro Roger Deakins [...] no solo genera imágenes de gran belleza (una puesta en escena de gran valor artístico, una planificación impecable, un uso soberbio de la luz), sino que nos recuerda en varias ocasiones que la imagen en movimiento puede ser asombrosa, que puede, por ejemplo, fundirse (y confundirse) con una idea, ser una idea en sí misma o tener vida más allá de las intenciones del cineasta».
—Desirée de Fez, en su crítica para Fotogramas

### Premios y nominaciones
| \| Premio \| Fecha de la ceremonia \| Categoría \| Destinatario(s) y nominado(s) \| Resultado \| Ref. \| \| ---------------------------------------------- \| ----------------------- \| --------------------------------------------------------------------------------- \| --------------------------------------------------------------------------------------------------------------------------------------------------------- \| -------------- \| ----------------------- \| \| IndieWire Critic's Poll \| 19 de diciembre de 2016 \| Lo más anticipado de 2017 \| Blade Runner 2049 \| Ganadora \| [182] [183] \| \| Golden Trailer Awards \| 6 de junio de 2017 \| Mejor avance \| Blade Runner 2049 \| Ganadora \| [184] \| \| Hollywood Film Awards \| 5 de noviembre de 2017 \| Premio del productor \| Andrew A. Kosove, Broderick Johnson y Cynthia Sikes Yorkin \| Ganadora \| [185] [186] \| \| Hollywood Film Awards \| 5 de noviembre de 2017 \| Premio de fotografía \| Roger Deakins \| Ganadora \| [185] [186] \| \| Hollywood Film Awards \| 5 de noviembre de 2017 \| Premio de diseño de producción \| Dennis Gassner \| Ganadora \| [185] [186] \| \| Hollywood Music in Media Awards 2017 \| 16 de noviembre de 2017 \| Mejor banda sonora original - Película de ciencia ficción/Fantasía/Terror \| Hans Zimmer y Benjamin Wallfisch \| Nominada \| [187] \| \| Detroit Film Critics Society \| 7 de diciembre de 2017 \| Mejor uso de la música \| Blade Runner 2049 \| Nominada \| [188] [189] \| \| Washington D. C. Area Film Critics Association \| 8 de diciembre de 2017 \| Mejor guion adaptado \| Michael Green y Hampton Fancher \| Nominada \| [190] \| \| Washington D. C. Area Film Critics Association \| 8 de diciembre de 2017 \| Mejor diseño de producción \| Dennis Gassner y Alessandra Querzola \| Ganadora \| [190] \| \| Washington D. C. Area Film Critics Association \| 8 de diciembre de 2017 \| Mejor fotografía \| Roger Deakins \| Ganadora \| [190] \| \| Washington D. C. Area Film Critics Association \| 8 de diciembre de 2017 \| Mejor edición \| Joe Walker \| Nominada \| [190] \| \| Washington D. C. Area Film Critics Association \| 8 de diciembre de 2017 \| Mejor partitura original \| Benjamin Wallfisch y Hans Zimmer \| Ganadora \| [190] \| \| San Francisco Film Critics Circle \| 10 de diciembre de 2017 \| Mejor fotografía \| Roger Deakins \| Ganadora \| [191] \| \| San Francisco Film Critics Circle \| 10 de diciembre de 2017 \| Mejor diseño de producción \| Dennis Gassner \| Nominada \| [191] \| \| San Francisco Film Critics Circle \| 10 de diciembre de 2017 \| Mejor partitura original \| Hans Zimmer y Benjamin Wallfisch \| Nominada \| [191] \| \| San Francisco Film Critics Circle \| 10 de diciembre de 2017 \| Mejor edición fílmica \| Joe Walker \| Nominada \| [191] \| \| Chicago Film Critics Association \| 12 de diciembre de 2017 \| Mejor guion adaptado \| Hampton Fancher, Michael Green \| Nominada \| [192] \| \| Chicago Film Critics Association \| 12 de diciembre de 2017 \| Mejor dirección artística \| Blade Runner 2049 \| Ganadora \| [192] \| \| Chicago Film Critics Association \| 12 de diciembre de 2017 \| Mejor partitura original \| Benjamin Wallfisch, Hans Zimmer \| Nominada \| [192] \| \| Chicago Film Critics Association \| 12 de diciembre de 2017 \| Mejor fotografía \| Roger Deakins \| Ganadora \| [192] \| \| Dallas-Fort Worth Film Critics \| 13 de diciembre de 2017 \| Mejor fotografía \| Roger Deakins \| Finalista \| [193] \| \| Dublin Film Critics Circle \| 13 de diciembre de 2017 \| Mejor película \| Blade Runner 2049 \| Cuarto puesto \| [194] \| \| Dublin Film Critics Circle \| 13 de diciembre de 2017 \| Mejor director \| Denis Villeneuve \| Segundo puesto \| [194] \| \| Dublin Film Critics Circle \| 13 de diciembre de 2017 \| Mejor actor \| Ryan Gosling \| Finalista \| [194] \| \| Dublin Film Critics Circle \| 13 de diciembre de 2017 \| Mejor guion \| Michael Green y Hampton Fancher \| Finalistas \| [194] \| \| Dublin Film Critics Circle \| 13 de diciembre de 2017 \| Mejor fotografía \| Roger Deakins \| Ganadora \| [194] \| \| St. Louis Film Critics Association \| 17 de diciembre de 2017 \| Mejor director \| Denis Villeneuve \| Nominada \| [195] \| \| St. Louis Film Critics Association \| 17 de diciembre de 2017 \| Mejor fotografía \| Roger Deakins \| Ganadora \| [195] \| \| St. Louis Film Critics Association \| 17 de diciembre de 2017 \| Mejor diseño de producción \| Dennis Gassner \| Nominada \| [195] \| \| St. Louis Film Critics Association \| 17 de diciembre de 2017 \| Mejores efectos visuales \| Blade Runner 2049 \| Ganadora \| [195] \| \| St. Louis Film Critics Association \| 17 de diciembre de 2017 \| Mejor partitura \| Hans Zimmer y Benjamin Wallfisch \| Nominada \| [195] \| \| Seattle Film Critics Society \| 18 de diciembre de 2017 \| Mejor película del año \| Blade Runner 2049 \| Nominada \| [196] \| \| Seattle Film Critics Society \| 18 de diciembre de 2017 \| Mejor director \| Denis Villeneuve \| Nominada \| [196] \| \| Seattle Film Critics Society \| 18 de diciembre de 2017 \| Mejor fotografía \| Roger Deakins \| Ganadora \| [196] \| \| Seattle Film Critics Society \| 18 de diciembre de 2017 \| Mejor diseño de vestuario \| Renée April \| Nominada \| [196] \| \| Seattle Film Critics Society \| 18 de diciembre de 2017 \| Mejor montaje de película \| Joe Walker \| Nominada \| [196] \| \| Seattle Film Critics Society \| 18 de diciembre de 2017 \| Mejor partitura original \| Benjamin Wallfisch, Hans Zimmer \| Nominada \| [196] \| \| Seattle Film Critics Society \| 18 de diciembre de 2017 \| Mejor diseño de producción \| Dennis Glassner, Alessandra Querzola \| Ganadora \| [196] \| \| Seattle Film Critics Society \| 18 de diciembre de 2017 \| Mejores efectos visuales \| John Nelson, Paul Lambert, Richard R. Hoover, Gerd Nefzer \| Nominada \| [196] \| \| Phoenix Film Critics Society \| 19 de diciembre de 2017 \| Mejor fotografía \| Blade Runner 2049 \| Ganadora \| [197] \| \| Phoenix Film Critics Society \| 19 de diciembre de 2017 \| Mejor película \| Blade Runner 2049 \| Nominada \| [197] \| \| Phoenix Film Critics Society \| 19 de diciembre de 2017 \| Mejor guion adaptado de otro material \| Blade Runner 2049 \| Nominada \| [197] \| \| Phoenix Film Critics Society \| 19 de diciembre de 2017 \| Mejor partitura original \| Blade Runner 2049 \| Nominada \| [197] \| \| Phoenix Film Critics Society \| 19 de diciembre de 2017 \| Mejor montaje de película \| Blade Runner 2049 \| Nominada \| [197] \| \| Phoenix Film Critics Society \| 19 de diciembre de 2017 \| Mejor diseño de producción \| Blade Runner 2049 \| Nominada \| [197] \| \| Phoenix Film Critics Society \| 19 de diciembre de 2017 \| Mejor diseño de vestuario \| Blade Runner 2049 \| Nominada \| [197] \| \| Phoenix Film Critics Society \| 19 de diciembre de 2017 \| Mejores efectos visuales \| Blade Runner 2049 \| Nominada \| [197] \| \| IGN's Best of 2017 Awards \| 20 de diciembre de 2017 \| Película del año \| Blade Runner 2049 \| Ganadora \| [198] [199] [200] [201] \| \| IGN's Best of 2017 Awards \| 20 de diciembre de 2017 \| Mejor película de ciencia ficción/fantasía \| Blade Runner 2049 \| Ganadora \| [198] [199] [200] [201] \| \| IGN's Best of 2017 Awards \| 20 de diciembre de 2017 \| Premio de la elección del público a la mejor película de ciencia ficción/fantasía \| Blade Runner 2049 \| Ganadora \| [198] [199] [200] [201] \| \| IGN's Best of 2017 Awards \| 20 de diciembre de 2017 \| Mejor director \| Denis Villeneuve \| Ganadora \| [198] [199] [200] [201] \| \| IGN's Best of 2017 Awards \| 20 de diciembre de 2017 \| Mejor actor de reparto en una película \| Sylvia Hoeks \| Nominada \| [198] [199] [200] [201] \| \| Florida Film Critics Circle \| 23 de diciembre de 2017 \| Mejor fotografía \| Blade Runner 2049 \| Ganadora \| [202] \| \| Florida Film Critics Circle \| 23 de diciembre de 2017 \| Mejores efectos visuales \| Blade Runner 2049 \| Ganadora \| [202] \| \| Florida Film Critics Circle \| 23 de diciembre de 2017 \| Mejor dirección artística/diseño de producción \| Blade Runner 2049 \| Ganadora \| [202] \| \| Florida Film Critics Circle \| 23 de diciembre de 2017 \| Mejor partitura \| Blade Runner 2049 \| Ganadora \| [202] \| \| Online Film Critics Society \| 28 de diciembre de 2017 \| Mejor fotografía \| Roger Deakins \| Ganadora \| [203] \| \| Golden Tomato Awards \| 3 de enero de 2018 \| Mejor película de ciencia ficción/fantasía de 2017 \| Blade Runner 2049 \| Tercer puesto \| [204] \| \| Houston Film Critics Society \| 6 de enero de 2018 \| Mejor fotografía \| Roger Deakins \| Ganadora \| [205] [206] \| \| Houston Film Critics Society \| 6 de enero de 2018 \| Mejor partitura original \| Hans Zimmer y Benjamin Wallfisch \| Nominada \| [205] [206] \| \| Houston Film Critics Society \| 6 de enero de 2018 \| Mejores efectos visuales \| Blade Runner 2049 \| Ganadora \| [205] [206] \| \| National Society of Film Critics \| 6 de enero de 2018 \| Mejor fotografía \| Roger Deakins \| Ganadora \| [207] \| \| Austin Film Critics Association \| 8 de enero de 2018 \| Mejor director \| Denis Villeneuve \| Nominada \| [208] [209] \| \| Austin Film Critics Association \| 8 de enero de 2018 \| Mejor fotografía \| Blade Runner 2049 \| Ganadora \| [208] [209] \| \| Austin Film Critics Association \| 8 de enero de 2018 \| Mejor partitura original \| Blade Runner 2049 \| Nominada \| [208] [209] \| \| Critics Choice Awards \| 11 de enero de 2018 \| Mejor fotografía \| Roger Deakins \| Ganadora \| [210] [211] \| \| Critics Choice Awards \| 11 de enero de 2018 \| Mejor diseño de producción \| Dennis Gassner, Alessandra Querzola \| Nominada \| [210] [211] \| \| Critics Choice Awards \| 11 de enero de 2018 \| Mejor edición \| Joe Walker \| Nominada \| [210] [211] \| \| Critics Choice Awards \| 11 de enero de 2018 \| Mejor diseño de vestuario \| Renée April \| Nominada \| [210] [211] \| \| Critics Choice Awards \| 11 de enero de 2018 \| Mejores efectos visuales \| Blade Runner 2049 \| Nominada \| [210] [211] \| \| Critics Choice Awards \| 11 de enero de 2018 \| Mejor película de ciencia ficción/terror \| Blade Runner 2049 \| Nominada \| [210] [211] \| \| Critics Choice Awards \| 11 de enero de 2018 \| Mejor partitura \| Benjamin Wallfisch, Hans Zimmer \| Nominada \| [210] [211] \| \| Los Angeles Film Critics Association Awards \| 12 de enero de 2018 \| Mejor diseño de producción \| Dennis Gassner \| Ganadora \| [212] \| \| Los Angeles Film Critics Association Awards \| 12 de enero de 2018 \| Mejor fotografía \| Roger Deakins \| Finalista \| [212] \| \| Eddie Awards \| 26 de enero de 2018 \| Mejor largometraje editado - Dramático \| Joe Walker \| Nominada \| [213] [214] \| \| Art Directors Guild Awards \| 27 de enero de 2018 \| Película fantástica \| Dennis Gassner \| Ganadora \| [215] \| \| London Film Critics Circle \| 28 de enero de 2018 \| Premio de la realización técnica \| Dennis Gassner \| Ganadora \| [216] \| \| Evening Standard British Film Awards \| 8 de febrero de 2018 \| Premio de la realización técnica \| Roger Deakins \| Nominada \| [217] [218] \| \| Satellite Awards \| 10 de febrero de 2018 \| Mejor dirección artística y diseño de producción \| Blade Runner 2049 \| Nominada \| [219] [220] \| \| Satellite Awards \| 10 de febrero de 2018 \| Mejor sonido \| Blade Runner 2049 \| Nominada \| [219] [220] \| \| Satellite Awards \| 10 de febrero de 2018 \| Mejores efectos visuales \| Blade Runner 2049 \| Ganadora \| [219] [220] \| \| Satellite Awards \| 10 de febrero de 2018 \| Mejor fotografía \| Roger Deakins \| Ganadora \| [219] [220] \| \| Visual Effects Society Awards \| 13 de febrero de 2018 \| Efectos visuales sobresalientes en una película fotorrealista \| John Nelson, Karen Murphy Mundell, Paul Lambert, Richard Hoover, Gerd Nefzer \| Nominada \| [221] [222] \| \| Visual Effects Society Awards \| 13 de febrero de 2018 \| Mejor personaje animado en una película fotorrealista \| Axel Akkeson, Stefano Carter, Wesley Chandler, Ian Cooke-Grimes por "Rachael" \| Nominada \| [221] [222] \| \| Visual Effects Society Awards \| 13 de febrero de 2018 \| Entorno creado excepcional en una película fotorrealista \| Chris McLaughlin, Ryan Salcombe, Seungjin Woo, Francesco Dell'Anna por "Los Ángeles" \| Ganadora \| [221] [222] \| \| Visual Effects Society Awards \| 13 de febrero de 2018 \| Entorno creado excepcional en una película fotorrealista \| Didier Muanza, Thomas Gillet, Guillaume Mainville, Sylvain Lorgeau por el "vertedero de basura" \| Nominada \| [221] [222] \| \| Visual Effects Society Awards \| 13 de febrero de 2018 \| Entorno creado excepcional en una película fotorrealista \| Eric Noel, Arnaud Saibron, Adam Goldstein, Pascal Clement por "Las Vegas" \| Nominada \| [221] [222] \| \| Visual Effects Society Awards \| 13 de febrero de 2018 \| Modelo sobresaliente en un proyecto fotorrealista o animado \| Alex Funke, Steven Saunders, Joaquin Loyzaga, Chris Menges por la "sede del Departamento de Policía de Los Ángeles" \| Ganadora \| [221] [222] \| \| Visual Effects Society Awards \| 13 de febrero de 2018 \| Excelente composición en una película fotorrealista \| Tristan Myles, Miles Lauridsen, Joel Delle-Vergin, Farhad Mohasseb por el "enfoque del Departamento de Policía de Los Ángeles y los hologramas de Joy" \| Nominada \| [221] [222] \| \| American Society of Cinematographers Awards \| 17 de febrero de 2018 \| Logro sobresaliente en fotografía \| Roger Deakins \| Ganadora \| [223] [224] \| \| BAFTA \| 18 de febrero de 2018 \| Mejor director \| Denis Villeneuve \| Nominada \| [225] \| \| BAFTA \| 18 de febrero de 2018 \| Mejor música original \| Benjamin Wallfisch, Hans Zimmer \| Nominada \| [225] \| \| BAFTA \| 18 de febrero de 2018 \| Mejor fotografía \| Roger Deakins \| Ganadora \| [225] \| \| BAFTA \| 18 de febrero de 2018 \| Mejor edición \| Joe Walker \| Nominada \| [225] \| \| BAFTA \| 18 de febrero de 2018 \| Mejor diseño de producción \| Dennis Gassner, Alessandra Querzola \| Nominada \| [225] \| \| BAFTA \| 18 de febrero de 2018 \| [[Anexo:BAFTA al mejor maquillaje y peluquería\\|Mejor maquillaje & peinado \| Donald Mowat, Kerry Warn]] \| Nominada \| [225] \| \| BAFTA \| 18 de febrero de 2018 \| Mejor sonido \| Ron Bartlett, Theo Green, Doug Hemphill, Mark Mangini, Mac Ruth \| Nominada \| [225] \| \| BAFTA \| 18 de febrero de 2018 \| Mejores efectos visuales especiales \| Richard R. Hoover, Paul Lambert, Gerd Nefzer, John Nelson \| Ganadora \| [225] \| \| Golden Reel Awards \| 18 de febrero de 2018 \| Logro sobresaliente en la edición de sonido - partitura musical \| Clint Bennett, Ryan Rubin y Del Spiva \| Nominada \| [226] [227] \| \| Golden Reel Awards \| 18 de febrero de 2018 \| Logro sobresaliente en edición de sonido - Diálogo / ADR \| Mark Mangini, Byron Wilson y Michael Hertlein \| Nominada \| [226] [227] \| \| Golden Reel Awards \| 18 de febrero de 2018 \| Logro sobresaliente en edición de sonido - Efectos / Efecto de sala \| Mark Mangini, Theo Green, Chris Aud, Lee Gilmore, Greg ten Bosch, Charlie Campagna, Dave Whitehead, Eliot Connors, Ezra Dweck, Goro Koyama y Andy Malcolm \| Ganadora \| [226] [227] \| \| Make-Up Artists and Hair Stylists Guild \| 24 de febrero de 2018 \| Largometraje: mejor maquillaje de época y/o personaje \| Donald Mowat, Jo-Ann Macneil y Csilla Horvath Blake \| Nominada \| [228] [229] \| \| Make-Up Artists and Hair Stylists Guild \| 24 de febrero de 2018 \| Largometraje: mejor peinado de época y/o personaje \| Kerry Warn, Lizzie Lawson Zeiss y Jaime Leigh Mcintosh \| Nominada \| [228] [229] \| \| Academy Awards \| 4 de marzo de 2018 \| Óscar a la mejor fotografía \| Roger Deakins \| Ganadora \| [230] [231] \| \| Academy Awards \| 4 de marzo de 2018 \| Óscar al mejor diseño de producción \| Dennis Gassner y Alessandra Querzola \| Nominada \| [230] [231] \| \| Academy Awards \| 4 de marzo de 2018 \| Óscar a la mejor edición de sonido \| Mark Mangini y Theo Green \| Nominada \| [230] [231] \| \| Academy Awards \| 4 de marzo de 2018 \| Óscar al mejor sonido \| Ron Bartlett, Doug Hemphill y Mac Ruth \| Nominada \| [230] [231] \| \| Academy Awards \| 4 de marzo de 2018 \| Óscar a los mejores efectos visuales \| John Nelson, Gerd Nefzer, Paul Lambert y Richard R. Hoover \| Ganadora \| [230] [231] \| \| Premios Saturn \| 27 de junio de 2018 \| Mejor película de ciencia ficción \| Blade Runner 2049 \| Ganadora \| [232] \| \| Premios Saturn \| 27 de junio de 2018 \| Mejor director \| Denis Villeneuve \| Nominada \| [232] \| \| Premios Saturn \| 27 de junio de 2018 \| Mejor guion \| Hampton Fancher and Michael Green \| Nominada \| [232] \| \| Premios Saturn \| 27 de junio de 2018 \| Mejor actor \| Ryan Gosling \| Nominada \| [232] \| \| Premios Saturn \| 27 de junio de 2018 \| Mejor actor de reparto \| Harrison Ford \| Nominada \| [232] \| \| Premios Saturn \| 27 de junio de 2018 \| Mejor actriz de reparto \| Ana de Armas \| Nominada \| [232] \| \| Premios Saturn \| 27 de junio de 2018 \| Mejor diseño de producción \| Dennis Gassner \| Nominada \| [232] \| \| Premios Saturn \| 27 de junio de 2018 \| Mejor maquillaje \| Donald Mowat \| Nominada \| [232] \| \| Premios Saturn \| 27 de junio de 2018 \| Mejores efectos especiales \| John Nelson, Paul Lambert, Richard R. Hoover and Gerd Nefzer \| Nominada \| [232] \| \| Teen Choice Awards \| 12 de agosto de 2018 \| Mejor película de ciencia ficción \| Blade Runner 2049 \| Nominada \| [233] [234] \| \| Teen Choice Awards \| 12 de agosto de 2018 \| Mejor actor de película de ciencia ficción \| Ryan Gosling \| Nominada \| [233] [234] \| |                         |                                                                                   | |                |                                 |
| Premio | Fecha de la ceremonia   | Categoría                                                                         | Destinatario(s) y nominado(s) | Resultado      | Ref.                            |
| IndieWire Critic's Poll | 19 de diciembre de 2016 | Lo más anticipado de 2017                                                         | Blade Runner 2049 | Ganadora       | [ 182 ] [ 183 ]                 |
| Golden Trailer Awards | 6 de junio de 2017      | Mejor avance                                                                      | Blade Runner 2049 | Ganadora       | [ 184 ]                         |
| Hollywood Film Awards | 5 de noviembre de 2017  | Premio del productor                                                              | Andrew A. Kosove, Broderick Johnson y Cynthia Sikes Yorkin                                                                                                | Ganadora       | [ 185 ] [ 186 ]                 |
| Hollywood Film Awards | 5 de noviembre de 2017  | Premio de fotografía                                                              | Roger Deakins | Ganadora       | [ 185 ] [ 186 ]                 |
| Hollywood Film Awards | 5 de noviembre de 2017  | Premio de diseño de producción                                                    | Dennis Gassner | Ganadora       | [ 185 ] [ 186 ]                 |
| Hollywood Music in Media Awards 2017 | 16 de noviembre de 2017 | Mejor banda sonora original - Película de ciencia ficción/Fantasía/Terror         | Hans Zimmer y Benjamin Wallfisch | Nominada       | [ 187 ]                         |
| Detroit Film Critics Society | 7 de diciembre de 2017  | Mejor uso de la música                                                            | Blade Runner 2049 | Nominada       | [ 188 ] [ 189 ]                 |
| Washington D. C. Area Film Critics Association | 8 de diciembre de 2017  | Mejor guion adaptado                                                              | Michael Green y Hampton Fancher | Nominada       | [ 190 ]                         |
| Washington D. C. Area Film Critics Association | 8 de diciembre de 2017  | Mejor diseño de producción                                                        | Dennis Gassner y Alessandra Querzola | Ganadora       | [ 190 ]                         |
| Washington D. C. Area Film Critics Association | 8 de diciembre de 2017  | Mejor fotografía                                                                  | Roger Deakins | Ganadora       | [ 190 ]                         |
| Washington D. C. Area Film Critics Association | 8 de diciembre de 2017  | Mejor edición                                                                     | Joe Walker | Nominada       | [ 190 ]                         |
| Washington D. C. Area Film Critics Association | 8 de diciembre de 2017  | Mejor partitura original                                                          | Benjamin Wallfisch y Hans Zimmer | Ganadora       | [ 190 ]                         |
| San Francisco Film Critics Circle | 10 de diciembre de 2017 | Mejor fotografía                                                                  | Roger Deakins | Ganadora       | [ 191 ]                         |
| San Francisco Film Critics Circle | 10 de diciembre de 2017 | Mejor diseño de producción                                                        | Dennis Gassner | Nominada       | [ 191 ]                         |
| San Francisco Film Critics Circle | 10 de diciembre de 2017 | Mejor partitura original                                                          | Hans Zimmer y Benjamin Wallfisch | Nominada       | [ 191 ]                         |
| San Francisco Film Critics Circle | 10 de diciembre de 2017 | Mejor edición fílmica                                                             | Joe Walker | Nominada       | [ 191 ]                         |
| Chicago Film Critics Association | 12 de diciembre de 2017 | Mejor guion adaptado                                                              | Hampton Fancher, Michael Green | Nominada       | [ 192 ]                         |
| Chicago Film Critics Association | 12 de diciembre de 2017 | Mejor dirección artística                                                         | Blade Runner 2049 | Ganadora       | [ 192 ]                         |
| Chicago Film Critics Association | 12 de diciembre de 2017 | Mejor partitura original                                                          | Benjamin Wallfisch, Hans Zimmer | Nominada       | [ 192 ]                         |
| Chicago Film Critics Association | 12 de diciembre de 2017 | Mejor fotografía                                                                  | Roger Deakins | Ganadora       | [ 192 ]                         |
| Dallas-Fort Worth Film Critics | 13 de diciembre de 2017 | Mejor fotografía                                                                  | Roger Deakins | Finalista      | [ 193 ]                         |
| Dublin Film Critics Circle | 13 de diciembre de 2017 | Mejor película                                                                    | Blade Runner 2049 | Cuarto puesto  | [ 194 ]                         |
| Dublin Film Critics Circle | 13 de diciembre de 2017 | Mejor director                                                                    | Denis Villeneuve | Segundo puesto | [ 194 ]                         |
| Dublin Film Critics Circle | 13 de diciembre de 2017 | Mejor actor                                                                       | Ryan Gosling | Finalista      | [ 194 ]                         |
| Dublin Film Critics Circle | 13 de diciembre de 2017 | Mejor guion                                                                       | Michael Green y Hampton Fancher | Finalistas     | [ 194 ]                         |
| Dublin Film Critics Circle | 13 de diciembre de 2017 | Mejor fotografía                                                                  | Roger Deakins | Ganadora       | [ 194 ]                         |
| St. Louis Film Critics Association | 17 de diciembre de 2017 | Mejor director                                                                    | Denis Villeneuve | Nominada       | [ 195 ]                         |
| St. Louis Film Critics Association | 17 de diciembre de 2017 | Mejor fotografía                                                                  | Roger Deakins | Ganadora       | [ 195 ]                         |
| St. Louis Film Critics Association | 17 de diciembre de 2017 | Mejor diseño de producción                                                        | Dennis Gassner | Nominada       | [ 195 ]                         |
| St. Louis Film Critics Association | 17 de diciembre de 2017 | Mejores efectos visuales                                                          | Blade Runner 2049 | Ganadora       | [ 195 ]                         |
| St. Louis Film Critics Association | 17 de diciembre de 2017 | Mejor partitura                                                                   | Hans Zimmer y Benjamin Wallfisch | Nominada       | [ 195 ]                         |
| Seattle Film Critics Society | 18 de diciembre de 2017 | Mejor película del año                                                            | Blade Runner 2049 | Nominada       | [ 196 ]                         |
| Seattle Film Critics Society | 18 de diciembre de 2017 | Mejor director                                                                    | Denis Villeneuve | Nominada       | [ 196 ]                         |
| Seattle Film Critics Society | 18 de diciembre de 2017 | Mejor fotografía                                                                  | Roger Deakins | Ganadora       | [ 196 ]                         |
| Seattle Film Critics Society | 18 de diciembre de 2017 | Mejor diseño de vestuario                                                         | Renée April | Nominada       | [ 196 ]                         |
| Seattle Film Critics Society | 18 de diciembre de 2017 | Mejor montaje de película                                                         | Joe Walker | Nominada       | [ 196 ]                         |
| Seattle Film Critics Society | 18 de diciembre de 2017 | Mejor partitura original                                                          | Benjamin Wallfisch, Hans Zimmer | Nominada       | [ 196 ]                         |
| Seattle Film Critics Society | 18 de diciembre de 2017 | Mejor diseño de producción                                                        | Dennis Glassner, Alessandra Querzola | Ganadora       | [ 196 ]                         |
| Seattle Film Critics Society | 18 de diciembre de 2017 | Mejores efectos visuales                                                          | John Nelson, Paul Lambert, Richard R. Hoover, Gerd Nefzer                                                                                                 | Nominada       | [ 196 ]                         |
| Phoenix Film Critics Society | 19 de diciembre de 2017 | Mejor fotografía                                                                  | Blade Runner 2049 | Ganadora       | [ 197 ]                         |
| Phoenix Film Critics Society | 19 de diciembre de 2017 | Mejor película                                                                    | Blade Runner 2049 | Nominada       | [ 197 ]                         |
| Phoenix Film Critics Society | 19 de diciembre de 2017 | Mejor guion adaptado de otro material                                             | Blade Runner 2049 | Nominada       | [ 197 ]                         |
| Phoenix Film Critics Society | 19 de diciembre de 2017 | Mejor partitura original                                                          | Blade Runner 2049 | Nominada       | [ 197 ]                         |
| Phoenix Film Critics Society | 19 de diciembre de 2017 | Mejor montaje de película                                                         | Blade Runner 2049 | Nominada       | [ 197 ]                         |
| Phoenix Film Critics Society | 19 de diciembre de 2017 | Mejor diseño de producción                                                        | Blade Runner 2049 | Nominada       | [ 197 ]                         |
| Phoenix Film Critics Society | 19 de diciembre de 2017 | Mejor diseño de vestuario                                                         | Blade Runner 2049 | Nominada       | [ 197 ]                         |
| Phoenix Film Critics Society | 19 de diciembre de 2017 | Mejores efectos visuales                                                          | Blade Runner 2049 | Nominada       | [ 197 ]                         |
| IGN's Best of 2017 Awards | 20 de diciembre de 2017 | Película del año                                                                  | Blade Runner 2049 | Ganadora       | [ 198 ] [ 199 ] [ 200 ] [ 201 ] |
| IGN's Best of 2017 Awards | 20 de diciembre de 2017 | Mejor película de ciencia ficción/fantasía                                        | Blade Runner 2049 | Ganadora       | [ 198 ] [ 199 ] [ 200 ] [ 201 ] |
| IGN's Best of 2017 Awards | 20 de diciembre de 2017 | Premio de la elección del público a la mejor película de ciencia ficción/fantasía | Blade Runner 2049 | Ganadora       | [ 198 ] [ 199 ] [ 200 ] [ 201 ] |
| IGN's Best of 2017 Awards | 20 de diciembre de 2017 | Mejor director                                                                    | Denis Villeneuve | Ganadora       | [ 198 ] [ 199 ] [ 200 ] [ 201 ] |
| IGN's Best of 2017 Awards | 20 de diciembre de 2017 | Mejor actor de reparto en una película                                            | Sylvia Hoeks | Nominada       | [ 198 ] [ 199 ] [ 200 ] [ 201 ] |
| Florida Film Critics Circle | 23 de diciembre de 2017 | Mejor fotografía                                                                  | Blade Runner 2049 | Ganadora       | [ 202 ]                         |
| Florida Film Critics Circle | 23 de diciembre de 2017 | Mejores efectos visuales                                                          | Blade Runner 2049 | Ganadora       | [ 202 ]                         |
| Florida Film Critics Circle | 23 de diciembre de 2017 | Mejor dirección artística/diseño de producción                                    | Blade Runner 2049 | Ganadora       | [ 202 ]                         |
| Florida Film Critics Circle | 23 de diciembre de 2017 | Mejor partitura                                                                   | Blade Runner 2049 | Ganadora       | [ 202 ]                         |
| Online Film Critics Society | 28 de diciembre de 2017 | Mejor fotografía                                                                  | Roger Deakins | Ganadora       | [ 203 ]                         |
| Golden Tomato Awards | 3 de enero de 2018      | Mejor película de ciencia ficción/fantasía de 2017                                | Blade Runner 2049 | Tercer puesto  | [ 204 ]                         |
| Houston Film Critics Society | 6 de enero de 2018      | Mejor fotografía                                                                  | Roger Deakins | Ganadora       | [ 205 ] [ 206 ]                 |
| Houston Film Critics Society | 6 de enero de 2018      | Mejor partitura original                                                          | Hans Zimmer y Benjamin Wallfisch | Nominada       | [ 205 ] [ 206 ]                 |
| Houston Film Critics Society | 6 de enero de 2018      | Mejores efectos visuales                                                          | Blade Runner 2049 | Ganadora       | [ 205 ] [ 206 ]                 |
| National Society of Film Critics | 6 de enero de 2018      | Mejor fotografía                                                                  | Roger Deakins | Ganadora       | [ 207 ]                         |
| Austin Film Critics Association | 8 de enero de 2018      | Mejor director                                                                    | Denis Villeneuve | Nominada       | [ 208 ] [ 209 ]                 |
| Austin Film Critics Association | 8 de enero de 2018      | Mejor fotografía                                                                  | Blade Runner 2049 | Ganadora       | [ 208 ] [ 209 ]                 |
| Austin Film Critics Association | 8 de enero de 2018      | Mejor partitura original                                                          | Blade Runner 2049 | Nominada       | [ 208 ] [ 209 ]                 |
| Critics Choice Awards | 11 de enero de 2018     | Mejor fotografía                                                                  | Roger Deakins | Ganadora       | [ 210 ] [ 211 ]                 |
| Critics Choice Awards | 11 de enero de 2018     | Mejor diseño de producción                                                        | Dennis Gassner, Alessandra Querzola | Nominada       | [ 210 ] [ 211 ]                 |
| Critics Choice Awards | 11 de enero de 2018     | Mejor edición                                                                     | Joe Walker | Nominada       | [ 210 ] [ 211 ]                 |
| Critics Choice Awards | 11 de enero de 2018     | Mejor diseño de vestuario                                                         | Renée April | Nominada       | [ 210 ] [ 211 ]                 |
| Critics Choice Awards | 11 de enero de 2018     | Mejores efectos visuales                                                          | Blade Runner 2049 | Nominada       | [ 210 ] [ 211 ]                 |
| Critics Choice Awards | 11 de enero de 2018     | Mejor película de ciencia ficción/terror                                          | Blade Runner 2049 | Nominada       | [ 210 ] [ 211 ]                 |
| Critics Choice Awards | 11 de enero de 2018     | Mejor partitura                                                                   | Benjamin Wallfisch, Hans Zimmer | Nominada       | [ 210 ] [ 211 ]                 |
| Los Angeles Film Critics Association Awards | 12 de enero de 2018     | Mejor diseño de producción                                                        | Dennis Gassner | Ganadora       | [ 212 ]                         |
| Los Angeles Film Critics Association Awards | 12 de enero de 2018     | Mejor fotografía                                                                  | Roger Deakins | Finalista      | [ 212 ]                         |
| Eddie Awards | 26 de enero de 2018     | Mejor largometraje editado - Dramático                                            | Joe Walker | Nominada       | [ 213 ] [ 214 ]                 |
| Art Directors Guild Awards | 27 de enero de 2018     | Película fantástica                                                               | Dennis Gassner | Ganadora       | [ 215 ]                         |
| London Film Critics Circle | 28 de enero de 2018     | Premio de la realización técnica                                                  | Dennis Gassner | Ganadora       | [ 216 ]                         |
| Evening Standard British Film Awards | 8 de febrero de 2018    | Premio de la realización técnica                                                  | Roger Deakins | Nominada       | [ 217 ] [ 218 ]                 |
| Satellite Awards | 10 de febrero de 2018   | Mejor dirección artística y diseño de producción                                  | Blade Runner 2049 | Nominada       | [ 219 ] [ 220 ]                 |
| Satellite Awards | 10 de febrero de 2018   | Mejor sonido                                                                      | Blade Runner 2049 | Nominada       | [ 219 ] [ 220 ]                 |
| Satellite Awards | 10 de febrero de 2018   | Mejores efectos visuales                                                          | Blade Runner 2049 | Ganadora       | [ 219 ] [ 220 ]                 |
| Satellite Awards | 10 de febrero de 2018   | Mejor fotografía                                                                  | Roger Deakins | Ganadora       | [ 219 ] [ 220 ]                 |
| Visual Effects Society Awards | 13 de febrero de 2018   | Efectos visuales sobresalientes en una película fotorrealista                     | John Nelson, Karen Murphy Mundell, Paul Lambert, Richard Hoover, Gerd Nefzer                                                                              | Nominada       | [ 221 ] [ 222 ]                 |
| Visual Effects Society Awards | 13 de febrero de 2018   | Mejor personaje animado en una película fotorrealista                             | Axel Akkeson, Stefano Carter, Wesley Chandler, Ian Cooke-Grimes por "Rachael"                                                                             | Nominada       | [ 221 ] [ 222 ]                 |
| Visual Effects Society Awards | 13 de febrero de 2018   | Entorno creado excepcional en una película fotorrealista                          | Chris McLaughlin, Ryan Salcombe, Seungjin Woo, Francesco Dell'Anna por "Los Ángeles"                                                                      | Ganadora       | [ 221 ] [ 222 ]                 |
| Visual Effects Society Awards | 13 de febrero de 2018   | Entorno creado excepcional en una película fotorrealista                          | Didier Muanza, Thomas Gillet, Guillaume Mainville, Sylvain Lorgeau por el "vertedero de basura"                                                           | Nominada       | [ 221 ] [ 222 ]                 |
| Visual Effects Society Awards | 13 de febrero de 2018   | Entorno creado excepcional en una película fotorrealista                          | Eric Noel, Arnaud Saibron, Adam Goldstein, Pascal Clement por "Las Vegas"                                                                                 | Nominada       | [ 221 ] [ 222 ]                 |
| Visual Effects Society Awards | 13 de febrero de 2018   | Modelo sobresaliente en un proyecto fotorrealista o animado                       | Alex Funke, Steven Saunders, Joaquin Loyzaga, Chris Menges por la "sede del Departamento de Policía de Los Ángeles"                                       | Ganadora       | [ 221 ] [ 222 ]                 |
| Visual Effects Society Awards | 13 de febrero de 2018   | Excelente composición en una película fotorrealista                               | Tristan Myles, Miles Lauridsen, Joel Delle-Vergin, Farhad Mohasseb por el "enfoque del Departamento de Policía de Los Ángeles y los hologramas de Joy"    | Nominada       | [ 221 ] [ 222 ]                 |
| American Society of Cinematographers Awards | 17 de febrero de 2018   | Logro sobresaliente en fotografía                                                 | Roger Deakins | Ganadora       | [ 223 ] [ 224 ]                 |
| BAFTA | 18 de febrero de 2018   | Mejor director                                                                    | Denis Villeneuve | Nominada       | [ 225 ]                         |
| BAFTA | 18 de febrero de 2018   | Mejor música original                                                             | Benjamin Wallfisch, Hans Zimmer | Nominada       | [ 225 ]                         |
| BAFTA | 18 de febrero de 2018   | Mejor fotografía                                                                  | Roger Deakins | Ganadora       | [ 225 ]                         |
| BAFTA | 18 de febrero de 2018   | Mejor edición                                                                     | Joe Walker | Nominada       | [ 225 ]                         |
| BAFTA | 18 de febrero de 2018   | Mejor diseño de producción                                                        | Dennis Gassner, Alessandra Querzola | Nominada       | [ 225 ]                         |
| BAFTA | 18 de febrero de 2018   | [[Anexo:BAFTA al mejor maquillaje y peluquería\|Mejor maquillaje & peinado        | Donald Mowat, Kerry Warn]] | Nominada       | [ 225 ]                         |
| BAFTA | 18 de febrero de 2018   | Mejor sonido                                                                      | Ron Bartlett, Theo Green, Doug Hemphill, Mark Mangini, Mac Ruth                                                                                           | Nominada       | [ 225 ]                         |
| BAFTA | 18 de febrero de 2018   | Mejores efectos visuales especiales                                               | Richard R. Hoover, Paul Lambert, Gerd Nefzer, John Nelson                                                                                                 | Ganadora       | [ 225 ]                         |
| Golden Reel Awards | 18 de febrero de 2018   | Logro sobresaliente en la edición de sonido - partitura musical                   | Clint Bennett, Ryan Rubin y Del Spiva | Nominada       | [ 226 ] [ 227 ]                 |
| Golden Reel Awards | 18 de febrero de 2018   | Logro sobresaliente en edición de sonido - Diálogo / ADR                          | Mark Mangini, Byron Wilson y Michael Hertlein | Nominada       | [ 226 ] [ 227 ]                 |
| Golden Reel Awards | 18 de febrero de 2018   | Logro sobresaliente en edición de sonido - Efectos / Efecto de sala               | Mark Mangini, Theo Green, Chris Aud, Lee Gilmore, Greg ten Bosch, Charlie Campagna, Dave Whitehead, Eliot Connors, Ezra Dweck, Goro Koyama y Andy Malcolm | Ganadora       | [ 226 ] [ 227 ]                 |
| Make-Up Artists and Hair Stylists Guild | 24 de febrero de 2018   | Largometraje: mejor maquillaje de época y/o personaje                             | Donald Mowat, Jo-Ann Macneil y Csilla Horvath Blake | Nominada       | [ 228 ] [ 229 ]                 |
| Make-Up Artists and Hair Stylists Guild | 24 de febrero de 2018   | Largometraje: mejor peinado de época y/o personaje                                | Kerry Warn, Lizzie Lawson Zeiss y Jaime Leigh Mcintosh | Nominada       | [ 228 ] [ 229 ]                 |
| Academy Awards | 4 de marzo de 2018      | Óscar a la mejor fotografía                                                       | Roger Deakins | Ganadora       | [ 230 ] [ 231 ]                 |
| Academy Awards | 4 de marzo de 2018      | Óscar al mejor diseño de producción                                               | Dennis Gassner y Alessandra Querzola | Nominada       | [ 230 ] [ 231 ]                 |
| Academy Awards | 4 de marzo de 2018      | Óscar a la mejor edición de sonido                                                | Mark Mangini y Theo Green | Nominada       | [ 230 ] [ 231 ]                 |
| Academy Awards | 4 de marzo de 2018      | Óscar al mejor sonido                                                             | Ron Bartlett, Doug Hemphill y Mac Ruth | Nominada       | [ 230 ] [ 231 ]                 |
| Academy Awards | 4 de marzo de 2018      | Óscar a los mejores efectos visuales                                              | John Nelson, Gerd Nefzer, Paul Lambert y Richard R. Hoover                                                                                                | Ganadora       | [ 230 ] [ 231 ]                 |
| Premios Saturn | 27 de junio de 2018     | Mejor película de ciencia ficción                                                 | Blade Runner 2049 | Ganadora       | [ 232 ]                         |
| Premios Saturn | 27 de junio de 2018     | Mejor director                                                                    | Denis Villeneuve | Nominada       | [ 232 ]                         |
| Premios Saturn | 27 de junio de 2018     | Mejor guion                                                                       | Hampton Fancher and Michael Green | Nominada       | [ 232 ]                         |
| Premios Saturn | 27 de junio de 2018     | Mejor actor                                                                       | Ryan Gosling | Nominada       | [ 232 ]                         |
| Premios Saturn | 27 de junio de 2018     | Mejor actor de reparto                                                            | Harrison Ford | Nominada       | [ 232 ]                         |
| Premios Saturn | 27 de junio de 2018     | Mejor actriz de reparto                                                           | Ana de Armas | Nominada       | [ 232 ]                         |
| Premios Saturn | 27 de junio de 2018     | Mejor diseño de producción                                                        | Dennis Gassner | Nominada       | [ 232 ]                         |
| Premios Saturn | 27 de junio de 2018     | Mejor maquillaje                                                                  | Donald Mowat | Nominada       | [ 232 ]                         |
| Premios Saturn | 27 de junio de 2018     | Mejores efectos especiales                                                        | John Nelson, Paul Lambert, Richard R. Hoover and Gerd Nefzer                                                                                              | Nominada       | [ 232 ]                         |
| Teen Choice Awards | 12 de agosto de 2018    | Mejor película de ciencia ficción                                                 | Blade Runner 2049 | Nominada       | [ 233 ] [ 234 ]                 |
| Teen Choice Awards | 12 de agosto de 2018    | Mejor actor de película de ciencia ficción                                        | Ryan Gosling | Nominada       | [ 233 ] [ 234 ]                 |

Igualmente, también ha sido listada en varias ocasiones en rankings de diversas publicaciones:
| Publicación     | País           | Título                                                         | Año  | Puesto |
| --------------- | -------------- | -------------------------------------------------------------- | ---- | ------ |
| Empire          | Reino Unido    | Las mejores películas de 2017                                  | 2017 | 2      |
| The Guardian    | Reino Unido    | Las 50 mejores películas de 2017                               | 2017 | 8      |
| The Atlantic    | Estados Unidos | Las 10 mejores películas de 2017                               | 2017 | 4      |
| The Independent | Reino Unido    | Las 20 mejores películas de 2017                               | 2017 | 14     |
| Paste           | Estados Unidos | Las 50 mejores películas de 2017                               | 2017 | 4      |
| IndieWire       | Estados Unidos | Las 20 mejores secuelas del siglo XXI                          | 2017 | 20     |
| Paste           | Estados Unidos | Las 100 mejores películas de ciencia ficción de la historia    | 2018 | 44     |
| Paste           | Estados Unidos | Las mejores películas de ciencia ficción de la década del 2010 | 2019 | 5      |
| Paste           | Estados Unidos | Las 100 mejores películas de la década del 2010                | 2019 | 18     |
| Insider         | Estados Unidos | Las 100 mejores películas de la década del 2010                | 2019 | 37     |
| IGN             | Estados Unidos | Las 100 mejores películas de la década del 2010                | 2019 | —      |
| Empire          | Reino Unido    | Las 100 mejores películas del siglo                            | 2020 | 45     |

## Otros medios

### Libros
En 2017 se publicó The Art and Soul of Blade Runner 2049, una guía visual sobre el diseño artístico de la película por Tanya Lapointe. La autora documentó el desarrollo del film durante dos años, obteniendo acceso al proceso creativo. Incluye numerosas imágenes de arte conceptual, guiones gráficos, y fotografías de la producción. Lapointe también publicó Blade Runner 2049 - Interlinked - The Art en agosto de 2020 con material acerca del desarrollo estético del film.

### Videojuegos
| Año  | Título                               | Género           | Desarrollador(es)                             | Plataforma(s)                            |
| ---- | ------------------------------------ | ---------------- | --------------------------------------------- | ---------------------------------------- |
| 2017 | Blade Runner 2049: Replicant Pursuit | Realidad virtual | Turtle Rock Studios y Alcon Interactive Group | Samsung Gear VR y Oculus Go              |
| 2017 | Blade Runner 2049: Memory Lab        | Realidad virtual | Magnopus y Alcon Interactive Group            | Oculus Rift, Samsung Gear VR y Oculus Go |
| 2018 | Blade Runner Nexus (versión beta)    | Rol              | Next Games y Alcon Interactive Group          | iOS y Android                            |

En 2017 aparecieron dos videojuegos de realidad virtual oficiales directamente inspirados en el filme: Blade Runner 2049: Replicant Pursuit de Turtle Rock Studios para Samsung Gear VR y Oculus Go, y Blade Runner 2049: Memory Lab, desarrollado por Magnopus y compatible con Oculus Rift, Samsung Gear VR y Oculus Go. Este último fue nominado al Emmy a Mejor Programa Interactivo Original. En 2018 apareció la versión beta de Blade Runner Nexus, inicialmente llamado Blade Runner 2049, un videojuego para iOS y Android aún en fase de desarrollo.

### Juegos de mesa
En 2020 se lanzó Blade Runner 2049: Nexus Protocol, un juego de naipes oficial basado en la película. Creado por WizKids, en el mismo los jugadores compiten contra Deckard y entre sí para cazar a un hipotético último replicante.

## Futuro

### Posibles secuelas
En septiembre de 2015, Ridley Scott expresó interés en hacer películas adicionales. En octubre de 2017, Villeneuve dijo que esperaba que se hiciera una tercera película si 2049 tuviera éxito. Hampton Fancher, quien escribió tanto Blade Runner como 2049, también reveló que estaba pensando en revivir la idea sobre una vieja historia involucrando a Deckard de viaje a otro país, y Ford dijo que estaría dispuesto a regresar si le gustaba el guion. En enero de 2018, Scott volvió a confirmar que habría una secuela.
En enero de 2020, en una entrevista para Empire en su número especial sobre las 100 mejores películas del siglo, Villeneuve manifestó que sentía que aún no había terminado con el universo de Blade Runner y que le gustaría ahondar más en la historia de una forma diferente:

«El mundo de Blade Runner es un lugar tan inspirador. El problema que tiene es la palabra "secuela". Creo que el cine necesita historias originales. Pero si me preguntas si me gustaría volver a revisar este universo de una manera diferente, te digo que sí. Tendría que ser un proyecto por sí solo, algo desconectado de las otras dos películas. Una historia de detectives noir ambientada en el futuro... Me despierto a veces en la noche soñando con eso».

### Blade Runner 2099
En noviembre de 2021, Scott anunció que se estaba preparando una serie de televisión de Blade Runner. En febrero de 2022, se anunció que la serie Blade Runner 2099 estaba en desarrollo por parte de Alcon Entertainment y Amazon Studios. Se establecerá cincuenta años después de los eventos de 2049. Scott se desempeñará como productor ejecutivo y potencialmente dirigirá la serie, mientras que Silka Luisa se desempeñará como showrunner.
En septiembre de 2022, Vernon Sanders, responsable de Amazon Prime Video, ratificó en un comunicado la presentación de la serie con la que se expandirá en la pequeña pantalla el universo literario de Philip K. Dick.

Nos sentimos honrados de poder presentar esta continuación de la franquicia Blade Runner y estamos seguros de que, al formar equipo con Ridley, Alcon Entertainment, Scott Free Productions y el increíble talento de Silka Luisa, Blade Runner 2099 conservará la inteligencia, los temas y el espíritu de sus predecesoras cinematográficas.